# Spinola

Wappen der Spinola

Spinola ist der Name einer der vornehmsten und mächtigsten Patrizierfamilien von Genua. Die Familie gehörte bereits im Mittelalter zu den führenden Geschlechtern der Republik Genua, die im 12. und 13. Jahrhundert – in Konkurrenz zur Republik Venedig – eine der vorherrschenden Seemächte des Mittelmeers war. Die Spinola, die ein europaweites Fernhandelsgeschäft betrieben, gehörten zu den Finanziers der Entdeckungsreisen des Christoph Kolumbus. Später stiegen sie in den Rang von Markgrafen und Herzögen auf. Sie stellten eine Reihe von Dogen von Genua und von Kardinälen.

## Geschichte

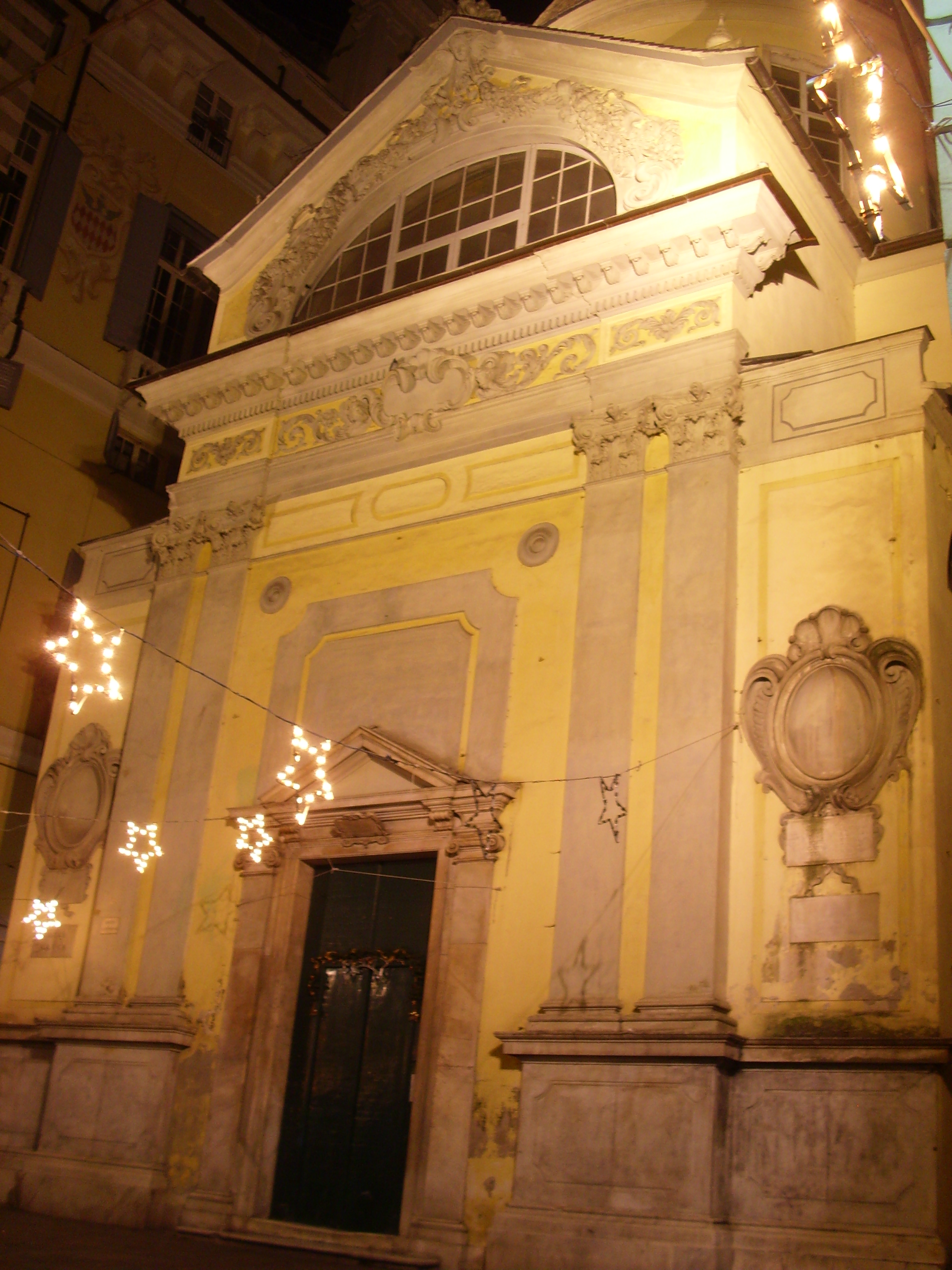
Kirche San Luca, Genua (gestiftet 1188)

Der erste bekannte Spinola war Guido Spinola, der als Ritter während der Kreuzzüge kämpfte und 1102–1121 mehrfach Konsul von Genua war. Seine Söhne Ansaldo und Oberto, beide als Capitani del Popolo faktisch Stadtgouverneure, sind die Stammväter der beiden Hauptzweige Luccoli und San Luca. Die Via Luccoli ist eine Straße in der Altstadt von Genua, die zur Stadtmauer in Richtung des Val Bisagno führt. Seit dem 13. Jahrhundert entstanden entlang der Straße zahlreiche Häuser und Paläste der Familie. Die Kirche San Luca in der Altstadt wurde 1188 von Oberto Spinola gestiftet und steht seither unter dem Patronat der Familie; sie gehört heute der Familienstiftung Fondazione Spinola, die dort kulturelle, insbesondere musikalische Veranstaltungen organisiert.
Um die Herkunft der Spinola ranken sich – wie bei den Doria – etliche Legenden, doch sind sie – wie diese – vermutlich einfach erfolgreiche Fernhändler gewesen. Spino bedeutet Dorn; einen kleinen Dorn (spinola) enthält auch ihr Redendes Wappen. Die Herkunft des Namens ist Gegenstand mehrerer Hypothesen: Die profanste sieht sie ursprünglich als Faßmacher; eine weitere schreibt ihnen zu Beginn die Herrschaft über den Monte Spinula in der Markgrafschaft Varsi zu; die erhabenste hält sie für die Importeure eines Dorns von der Dornenkrone Christi aus dem Heiligen Land.
Im Hoch- und Spätmittelalter, bis in die Neuzeit, gehörten die Spinola zu den politisch führenden Familien der Republik Genua. Ebenso wie die Doria und die Negrone repräsentierten sie einen neuen städtischen Adel, der den kaisertreuen Ghibellinen anhing, während die Fieschi und Grimaldi den alten Feudaladel anführten, der auf der Seite der papsttreuen Guelfen stand. Wechselweise paktierten diese Familien mit dem Königreich Frankreich, dem Herzogtum Mailand, dem Königreich Neapel und dem Königreich Aragón. Die Genueser Patrizierfamilien gründeten ihren Reichtum auf den Fernhandel, der sich über das gesamte Mittelmeer bis ins Schwarze Meer erstreckte. Finanzgeschäfte und Grundbesitz vermehrten ihn ebenfalls. 1259 gründeten sie eine Niederlassung auf Sardinien, mit ausgedehntem Landbesitz, wo sie sich das Judikat Torres mit den Doria und den Malaspina teilten. An der Staatsspitze der Republik stand seit 1339 ein Doge, der ab 1528 jeweils nur für zwei Jahre gewählt wurde; die Familie stellte zahlreiche Dogen und auch 13 Kardinäle.
Wie in anderen norditalienischen Städten scharten die mächtigeren Patriziergeschlechter jeweils weniger bedeutende Familien als Anhängerschaft um sich und bildeten so ein Albergo – einen Stadtteil, wo ihre Paläste sowie die Häuser ihrer Anhänger standen. Im Mittelalter waren sie durch eigene Geschlechtertürme geschützt und ihre Bewohner waren durch gemeinsame wirtschaftliche Aktivitäten und soziale Hilfswerke verbunden. Im Jahre 1528 existierten in Genua 28 Alberghi, davon bewohnten das Albergo der Spinola 36 untergeordnete Familien, die meist dem Kaufmannsstand angehörten, teilweise auch dem unteren Patriziat, einige waren aus anderen Städten zugewandert, andere stammten aus dem Landadel.

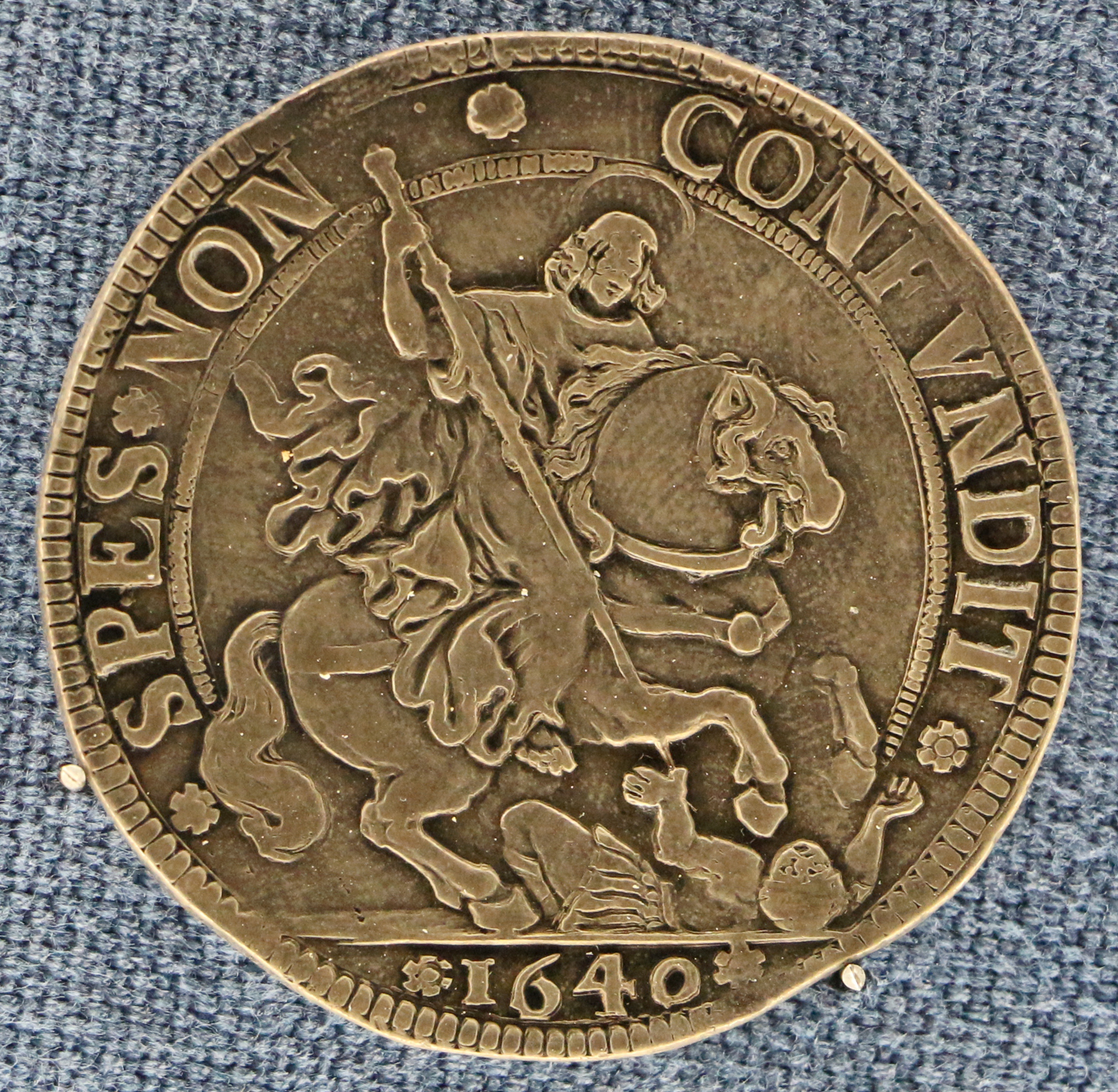
Ein Scudo der Spinola aus Tassarolo

Durch den Erwerb von Grundherrschaften, die mit Adelstiteln verbunden waren, stieg die Patrizierfamilie zugleich in den hohen Adel Reichsitaliens auf, zu dem auch die Republik Genua gehörte (siehe: Italienischer Adel). Ein Spinola kaufte im Jahre 1340 für 30.000 Gulden die Stadt Lucca. 1367 erwarben die Brüder Adamo, Galeotto und Carozio Spinola die Burg und Grundherrschaft Tassarolo, die 1560 zur Reichsgrafschaft erhoben wurde. Dort prägten die Spinola ihre eigenen Münzen. Sie verbreiteten sich mit ihrem Händlernetz über weite Teile Europas. Ein Zweig ging ins Königreich Neapel, nach Gallipoli in Apulien. Antonio Spinola wurde 1453 zum ersten genuesischen Gouverneur auf Korsika ernannt. Christoph Kolumbus arbeitete als junger auszubildender Kaufmann in den späten 1470er Jahren für die Niederlassungen des Antonio Spinola in Lissabon und Madeira; Gaspar de Spinola aus Sevilla war einer der Finanziers seiner dritten Entdeckungsreise nach Amerika und die englische Niederlassung der Spinola finanzierte das Schiff seines Gefährten Giovanni Caboto. Der selige Pater Carlo Spinola reiste 1596 als Missionar nach Japan und blieb dort rund zwanzig Jahre – als einer der ersten Europäer, die im Land der aufgehenden Sonne lebten. Die Spinola aus Tassarolo erwarben später auch Landbesitz in Spanien und Südamerika.
Der wohl bekannteste Spross der Familie war Ambrosio Spinola (1569–1630), spanischer Heerführer im Achtzigjährigen Krieg und Gegenspieler von Moritz von Oranien. 1625 erzwang er nach einjähriger Belagerung die Übergabe von Breda, festgehalten in einem berühmten Gemälde von Velázquez. Ambrosio wurde mit seinem ererbten Titel Markgraf von Sesto und Venafro zum Herzog erhöht, außerdem zum Herzog von San Severino und Fürsten von Serravalle sowie zum Marqués de Los Balbases erhoben. Dies weckte den Ehrgeiz anderer Mitglieder der Familie, ebenfalls in den Hochadel aufzusteigen, was im Königreich Neapel durch Kauf möglich war: 1616 erwarb Giovanni Battista Spinola (1575–1625) dort die Herrschaft San Pietro in Galatina und wurde 1621 von Philipp IV. zum Herzog von San Pietro in Galatina (spanisch: Duque de San Pedro de Galatino) erhoben. Den Preis von 92.000 Dukaten bestritt er mit dem Erbe seiner Mutter Pellina Lercari, Tochter des Genueser Dogen Giovanni Battista Lercari. Auch erwarb er Soleto und Borgagne. Etwa zur selben Zeit kaufte sich Luca Spinola für 170.000 Dukaten den Titel eines Fürsten von Molfetta (in Apulien). Diese beiden Titel kamen bald durch innerfamiliäre Heirat zusammen, fielen aber im Jahr 1801 durch Heirat an die Mailänder Familie Gallarati Scotti. Ein Zweig der San-Luca-Linie erwarb die Titel Prince de Vergagne (Vergano Novarese) und 1677 Reichsfürst des Heiligen Römischen Reichs sowie Marquis von Monjardin und Grande von Spanien. Der Titel Herzog von Giove, ursprünglich von der Familie Mattei, nach deren Erlöschen 1801 von den Antici Mattei getragen, fiel durch Donna Anna Maria (1922–1999), Tochter des letzten Herzogs Guido aus dem Hause Antici Mattei, an die Spinola; ihr Enkel ist der gegenwärtige Titelträger Don Filippo, Marchese Spinola, Duca di Giove (* 1981).

## Personen

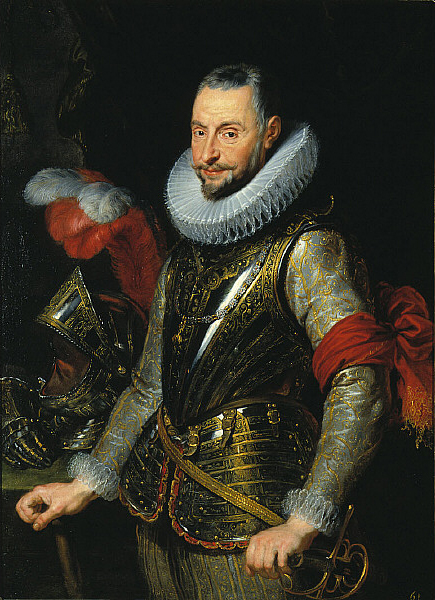
Ambrosio Spinola (1569–1630), spanischer Generalfeldmarschall (von Peter Paul Rubens um 1630)

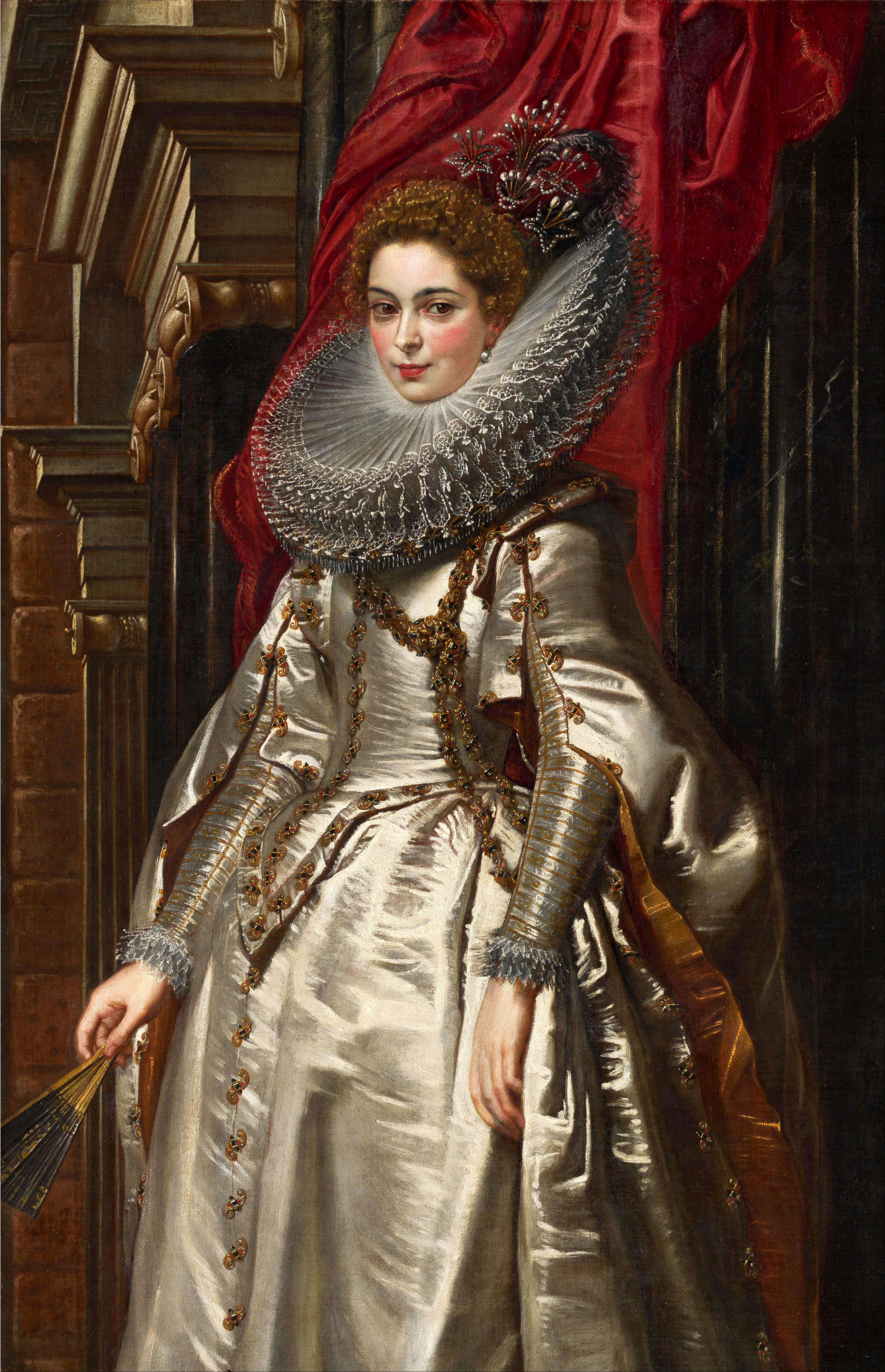
Brigida Spinola (von Peter Paul Rubens, 1606)

Filippo Spinola, Marquese del Sesto e di Venafro (Benafro), (1559–1585), hatte drei Söhne aus der Ehe mit Polissena Grimaldi, Tochter des Nicola Grimaldi, Fürst von Salerno:
- Fernando Spinola, Generalfeldmarschall, fällt 1603 in Holland
- Federico Spinola († 26. Mai 1603), königlich-spanischer Admiral, gefallen beim Versuch, die holländische Blockade von Sluis zu durchbrechen.
- Ambrosio Spinola (1569–1630), spanischer Generalfeldmarschall, der durch die glückliche Belagerung von Breda (1624–1625) bekannt wurde, Geheimer Staats- und Kriegsrat, Gouverneur von Mailand, 1. Herzog von Sesto, 1. Marqués de Los Balbazes, Ritter des Ordens vom Goldenen Vlies

Erwähnenswert sind ferner:
- Albert Gaston Spinola von Bruay († 1645), kaiserlicher Offizier und Reitergeneral im Dreißigjährigen Krieg
- Christoph de Royas y Spinola (1626–1695), aus kastilischem Adelsgeschlecht und Sohn einer geborenen Spinola, Franziskaner und katholischer Bischof, bedeutender Vertreter der Reunionsbewegung
- Massimiliano Spinola (1780–1857), Entomologe

Die Familie Spinola stellte die folgenden Kardinäle:
- Agostino Spinola (1482–1537)
- Filippo Spinola (1535–1593)
- Orazio Spinola (1547–1616)
- Giandomenico Spinola (1585–1646)
- Agustín Spínola Basadone (1597–1649), Erzbischof von Sevilla
- Giulio Spinola (1612–1691)
- Giambattista Spinola (1615–1704)
- Ambrosio Ignacio Spínola (1632–1684), Erzbischof von Valencia, Santiago de Compostela und Sevilla
- Giambattista Spinola (1646–1719)
- Niccolò Spinola (1659–1735)
- Giorgio Spinola (1667–1739), Kardinalstaatssekretär
- Giovanni Battista Spinola (1681–1752)
- Girolamo Spinola (1713–1784)
- Ugo Pietro Spinola (1791–1858)

Die Familie Spinola stellte auch mehrere Dogen von Genua:
- Battista Spinola (4. Januar 1531–4. Januar 1533)
- Luca Spinola (4. Januar 1551–4. Januar 1553)
- Simone Spinola (15. Oktober 1567–3. Oktober 1569)
- Tomaso Spinola (21. April 1613–21. April 1615)
- Andrea Spinola (26. Juni 1629–26. Juni 1631)
- Alessandro Spinola (9. Oktober 1654–9. Oktober 1656)
- Alessandro Spinola (1589–1676), Genueser Doge
- Agostino Spinola (29. Juli 1679–29. Juli 1681)
- Luca Spinola (27. August 1687–27. August 1689)
- Domenico Maria Spinola (29. Januar 1732–9. Januar 1734)
- Nicolò Spinola (16. Februar 1740–16. Februar 1742)
- Ferdinando Spinola (7. Januar 1773–9. Januar 1773)

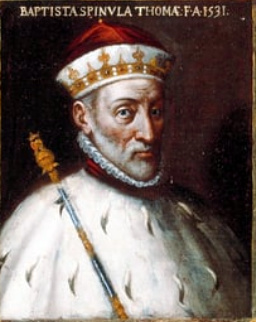
Battista Spinola (Amtszeit 1531–1533)
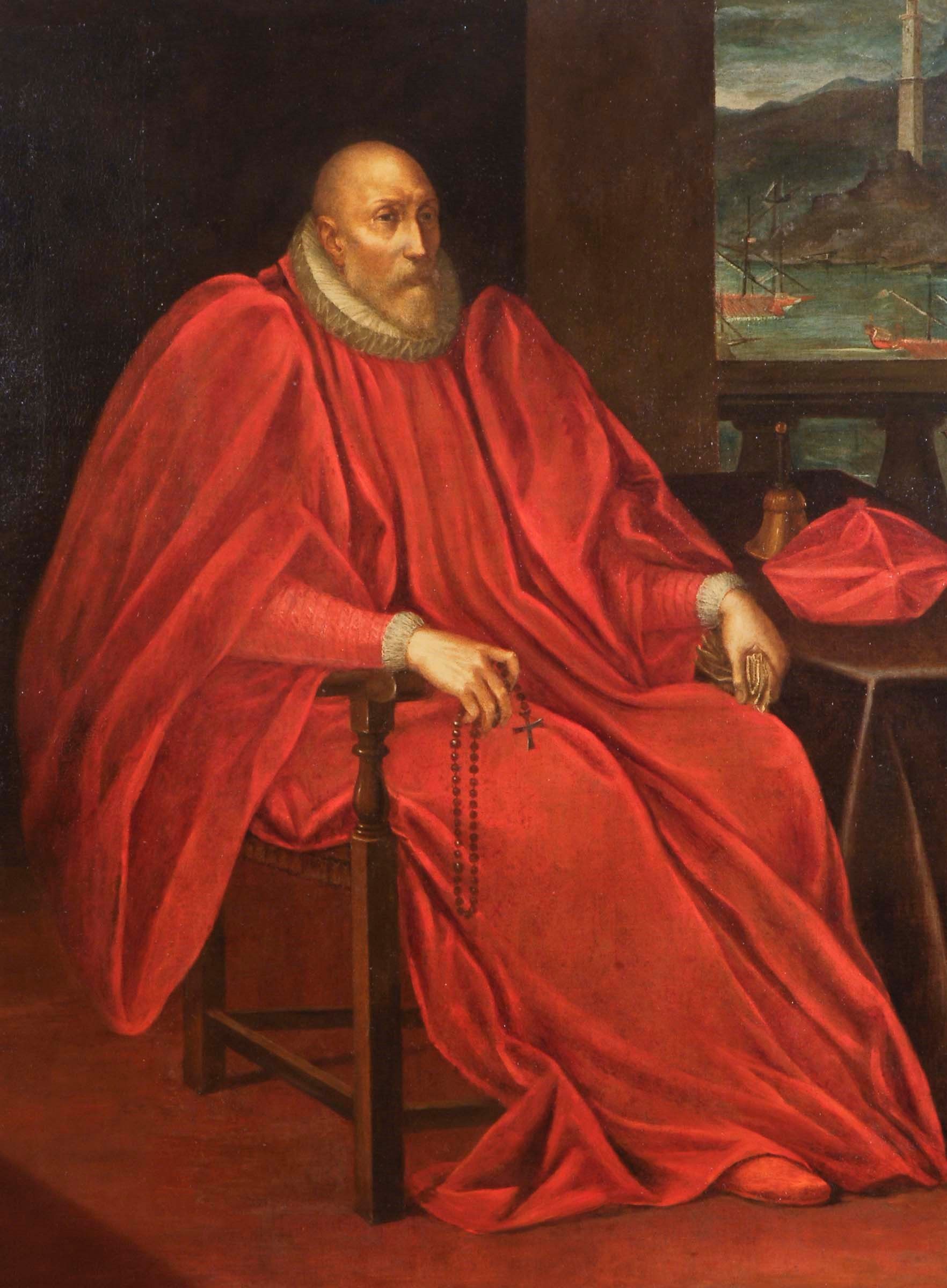
Simone Spinola (1567–1569)
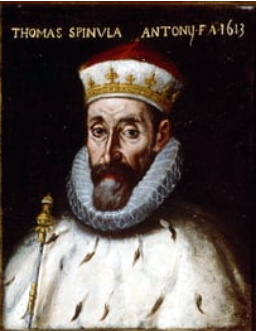
Tomaso Spinola (1613–1615)
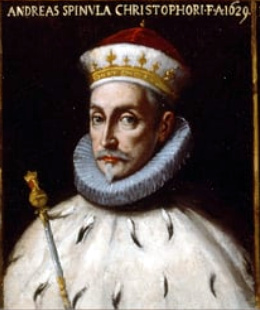
Andrea Spinola (1629–1631)
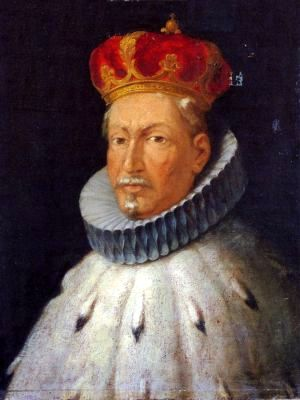
Alessandro Spinola (1589–1676), 112. Doge
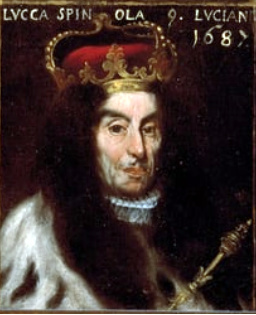
Luca Spinola (1687–1689)

## Bauten
Über die Jahrhunderte entstand eine große Anzahl von Stadtpalästen in Genua und Umgebung, insbesondere im 16. Jahrhundert im Stil der Renaissance. Die Familie erbaute und erwarb auch seit dem Mittelalter Burgen sowie Landsitze im Umland von Genua. In der Nähe von Tassarolo bauen die Markgrafen (Marchesi) Spinola bis heute Wein an.

### Stadtpaläste

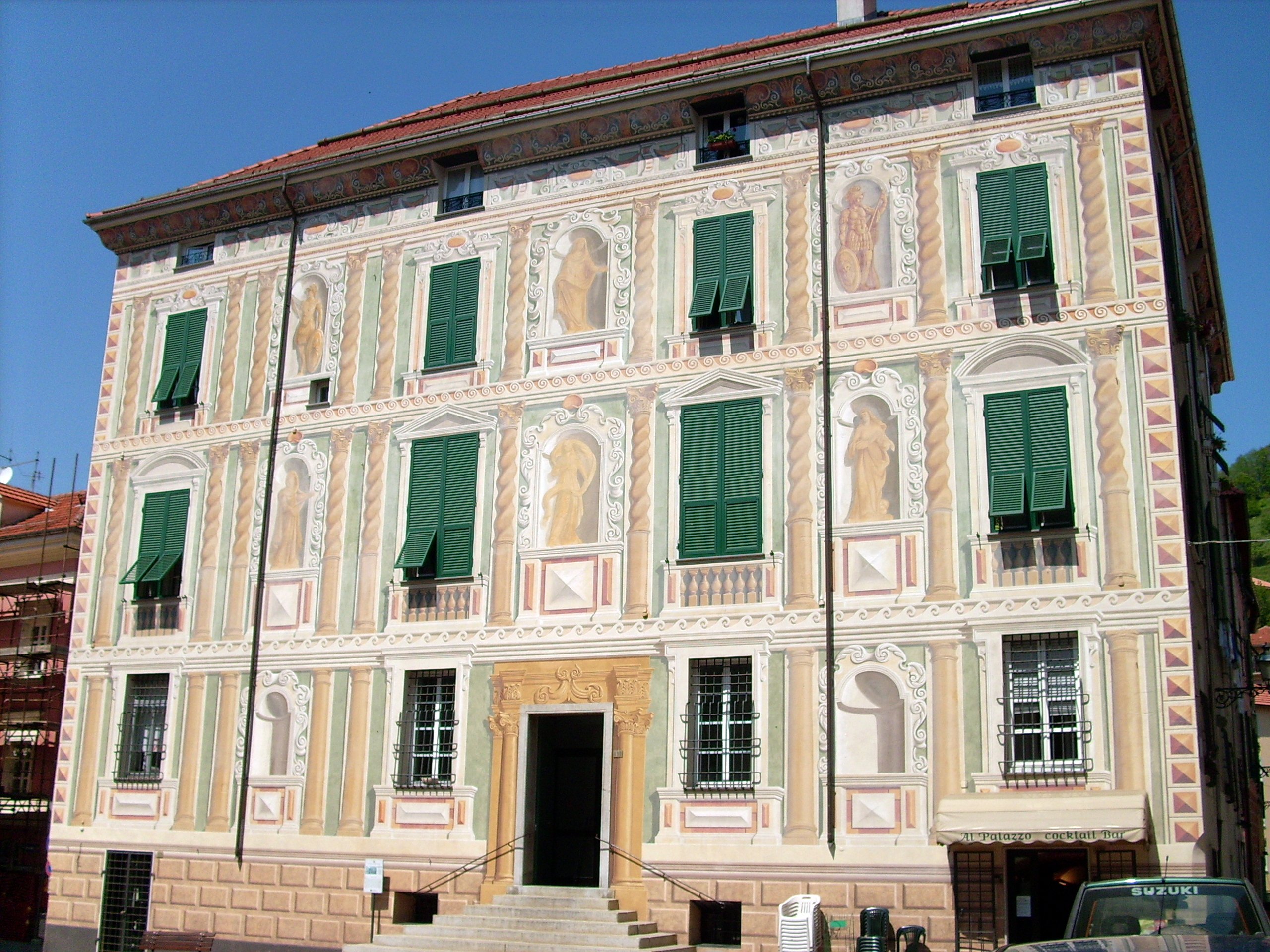
Palazzo Spinola, Campo Ligure (erbaut Anfang 14. Jh., erweitert 1693)
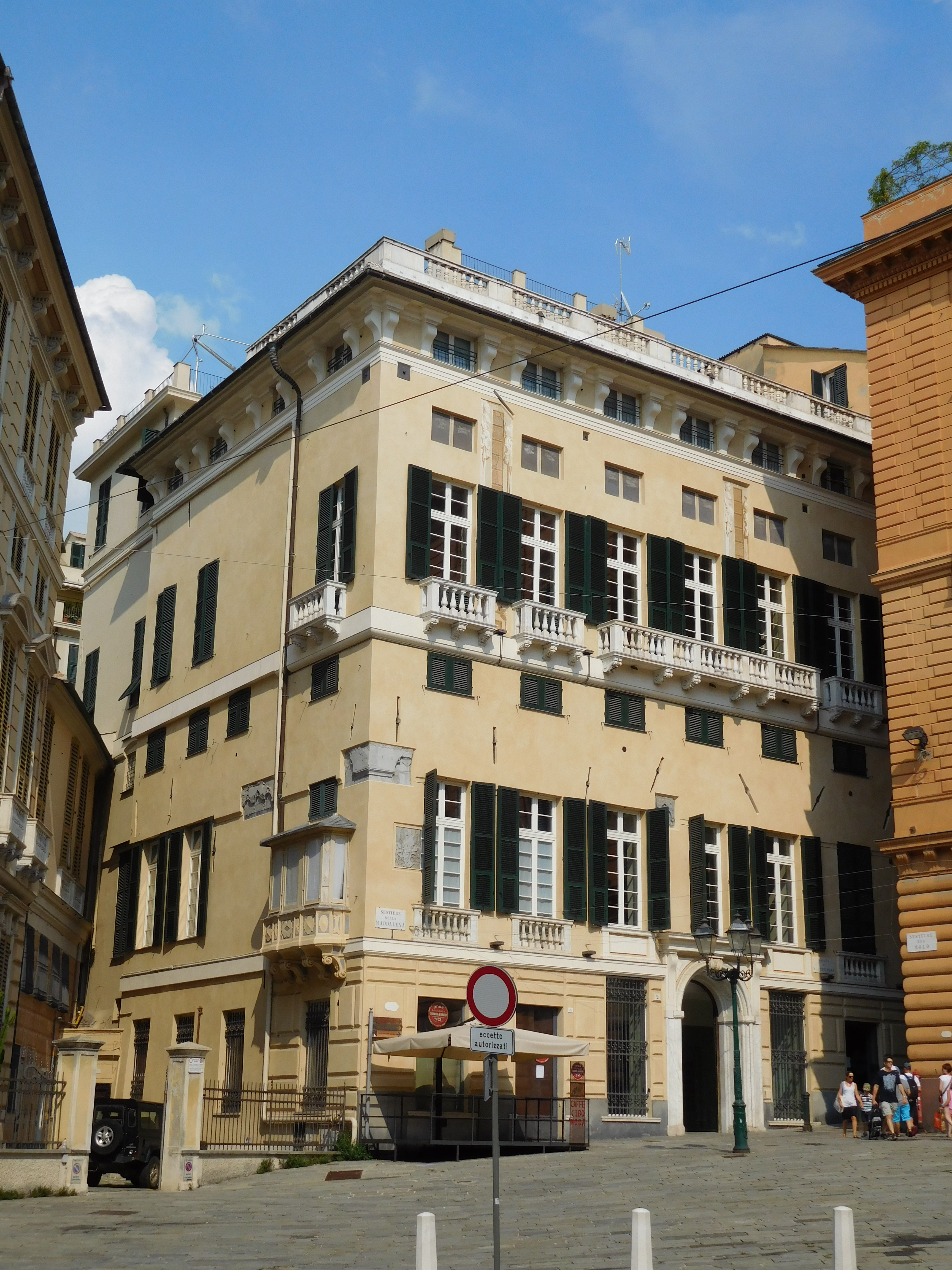
Palazzo Luciano Spinola di Luccoli (1450)
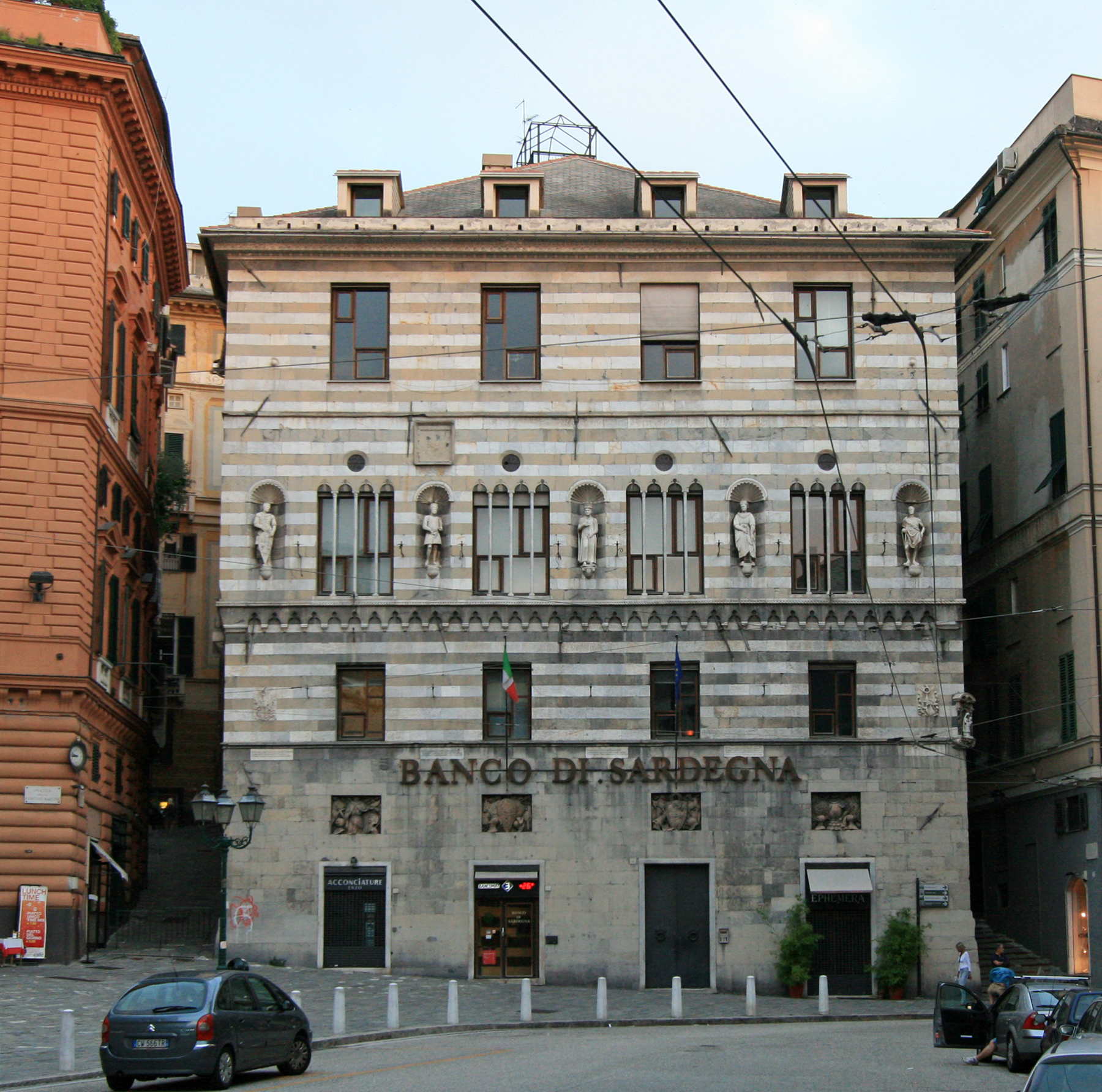
Palazzo Giacomo Spinola, Piazza di Luccoli (1459)
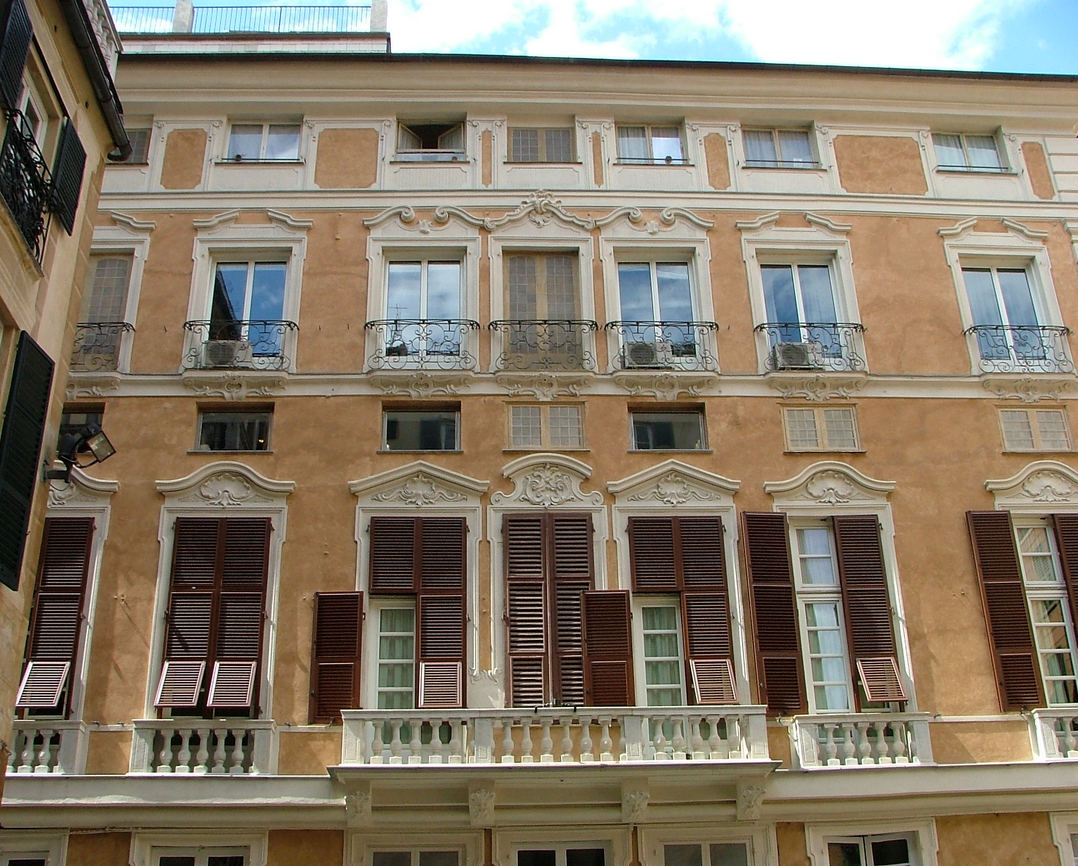
Palazzo Spinola-Celesia (15. Jh.)
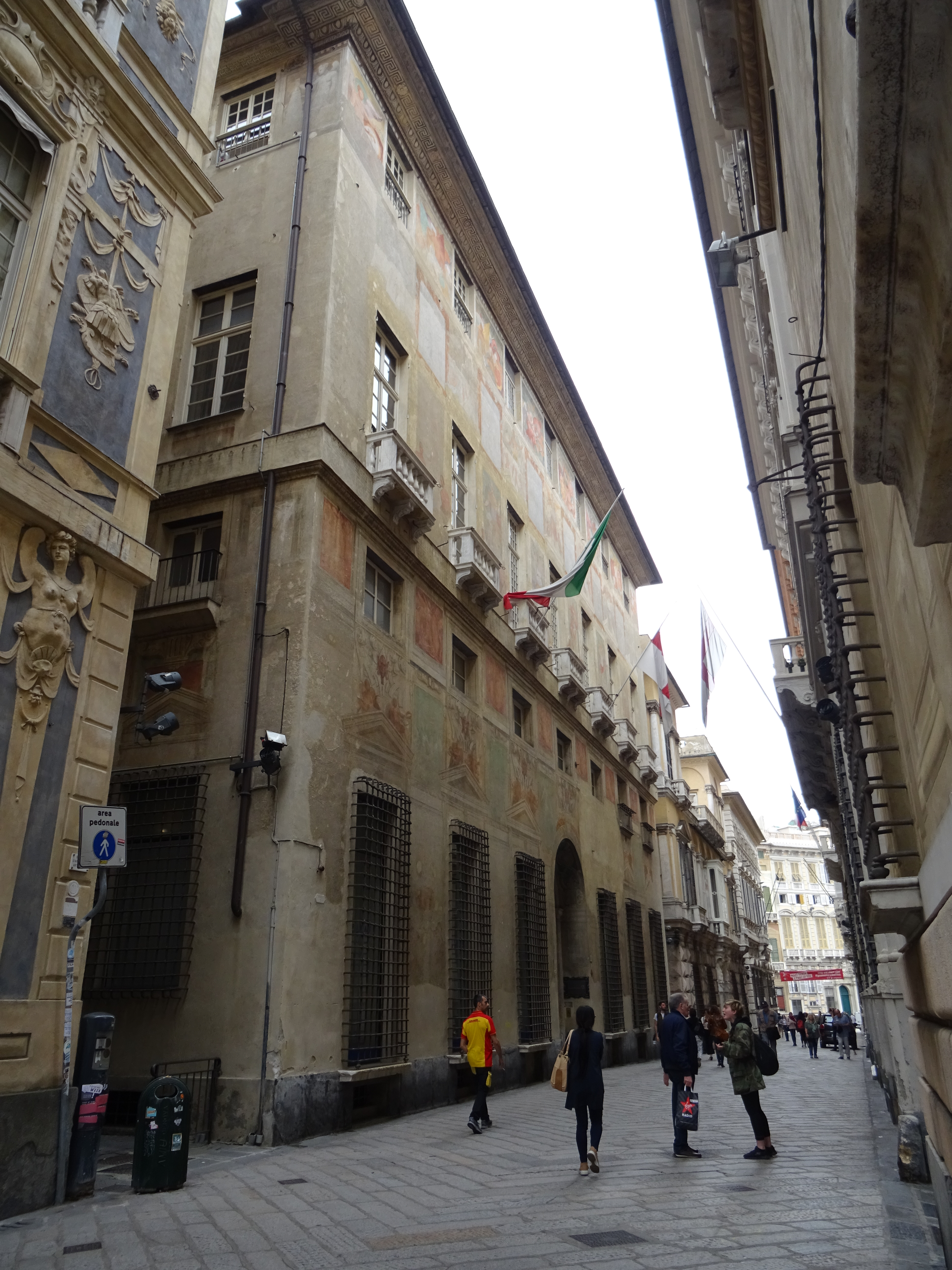
Palazzo Angelo Giovanni Spinola (1558)
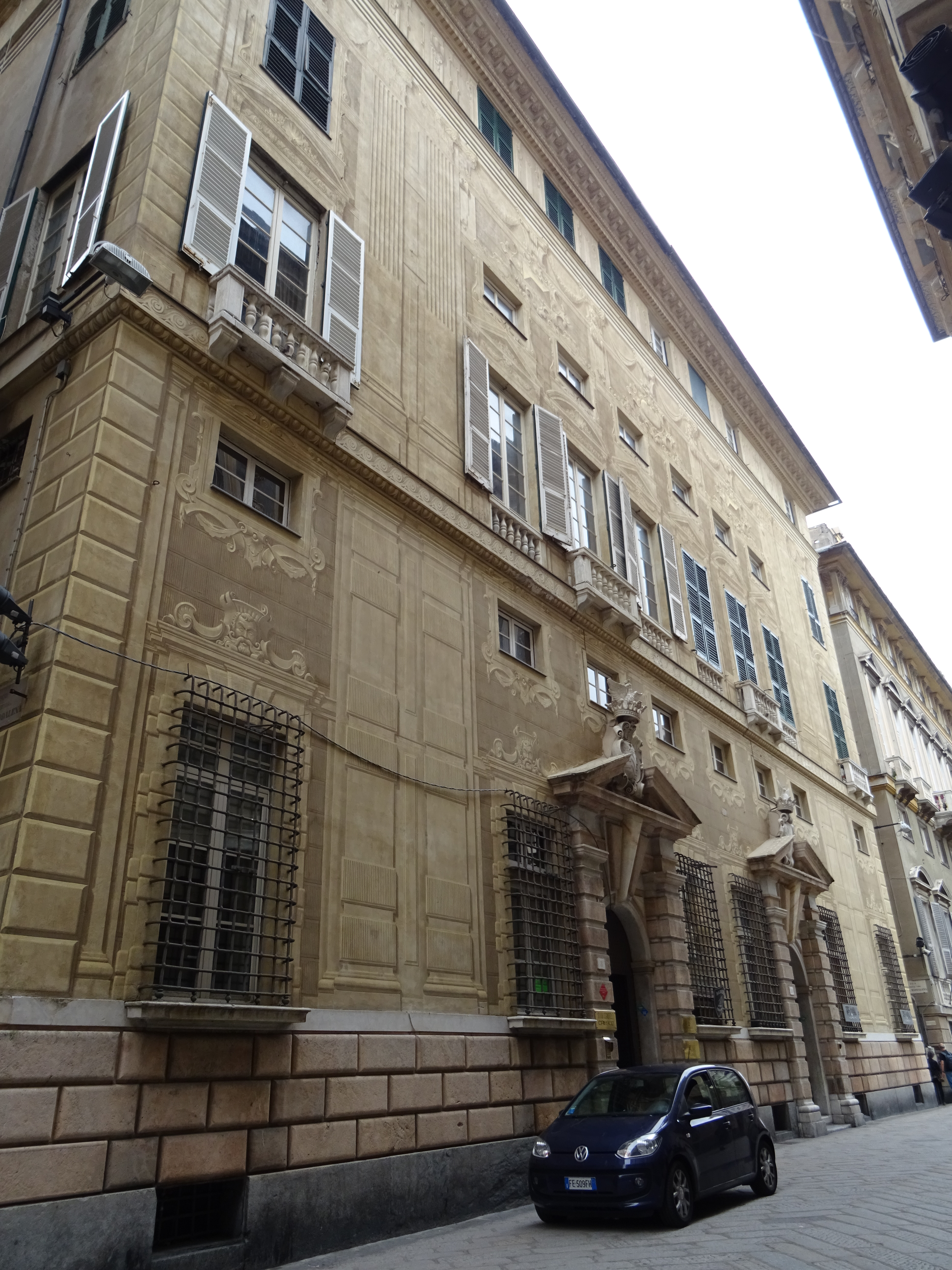
Palazzo Lazzaro e Giacomo Spinola (1583)
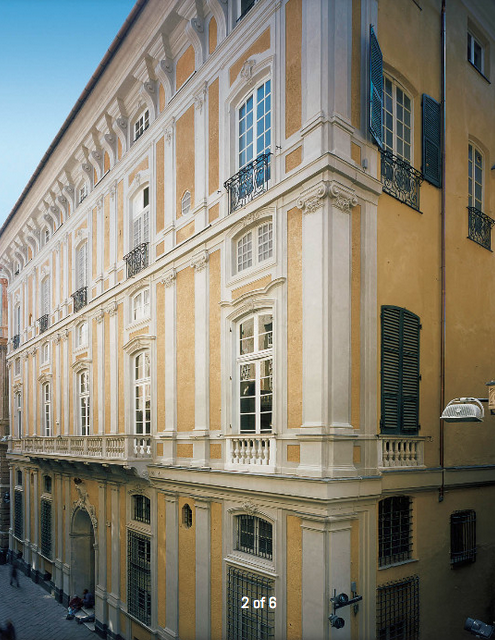
Palazzo Giambattista e Andrea Spinola (1563), ab 1723 im Besitz der Doria
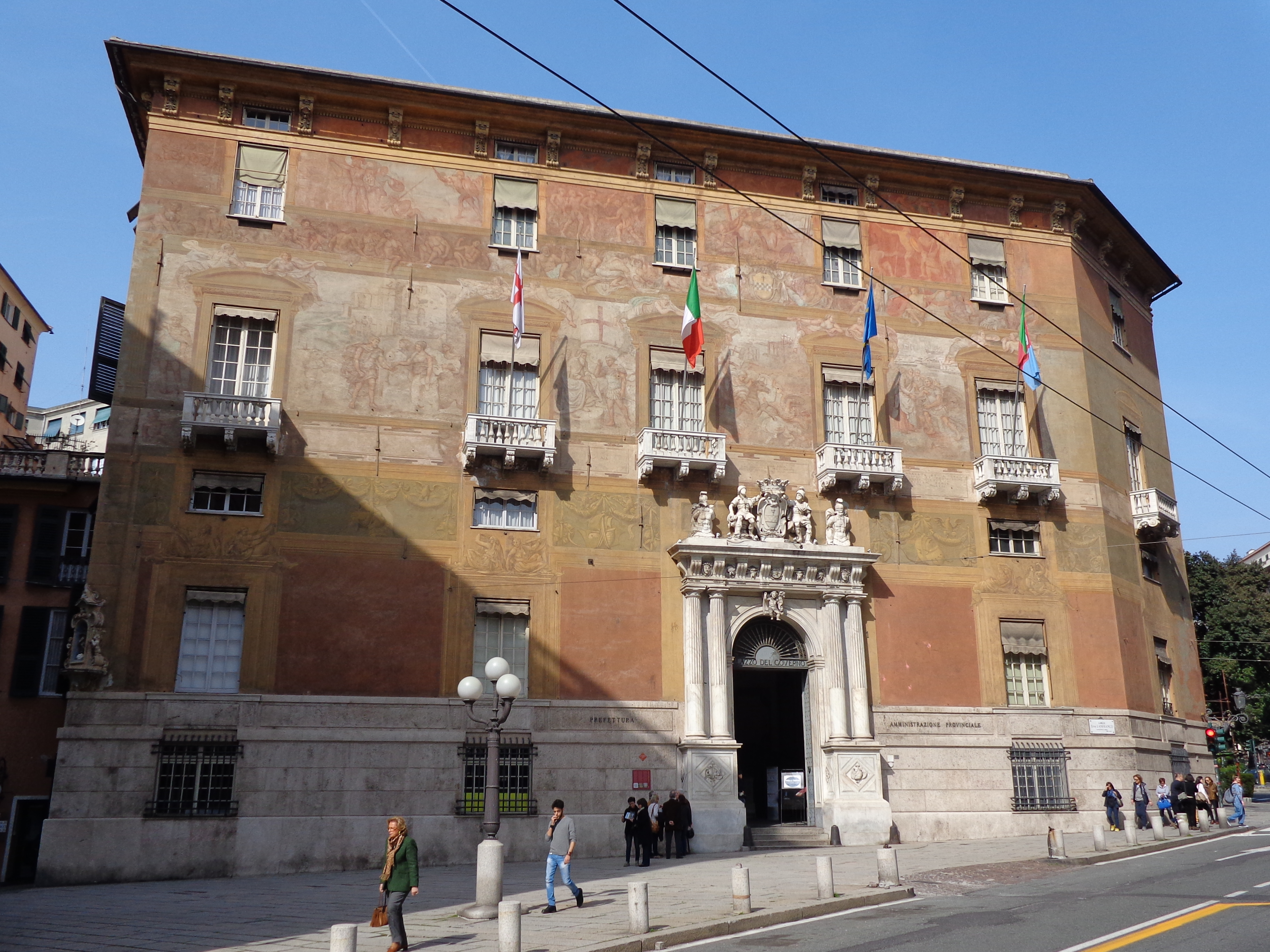
Palazzo Doria Spinola (1541 erbaut von den Doria, ab 1624 im Besitz der Spinola)
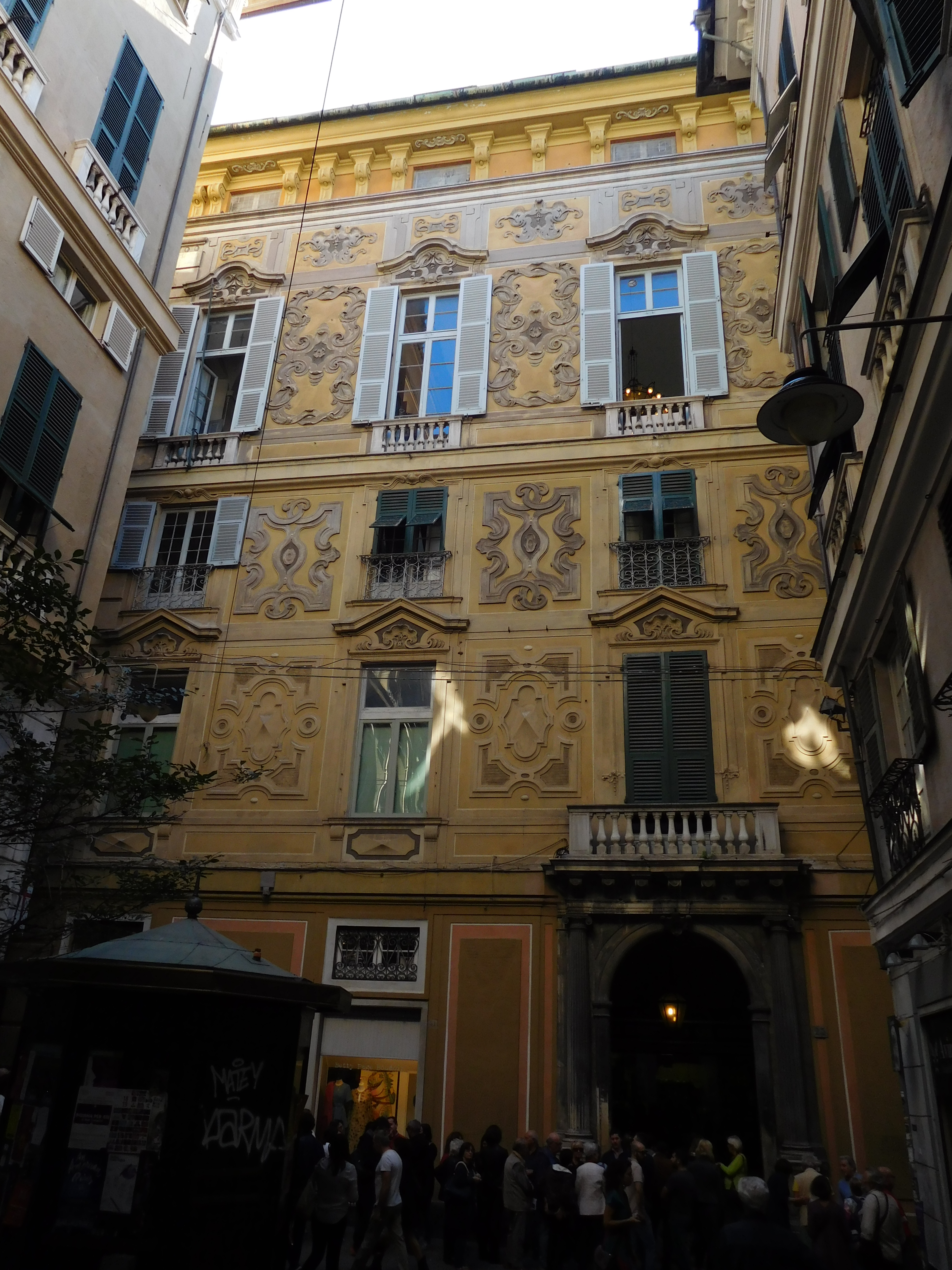
Palazzo Nicolò Spinola di Luccoli (erworben 1459, neu gestaltet 1560)
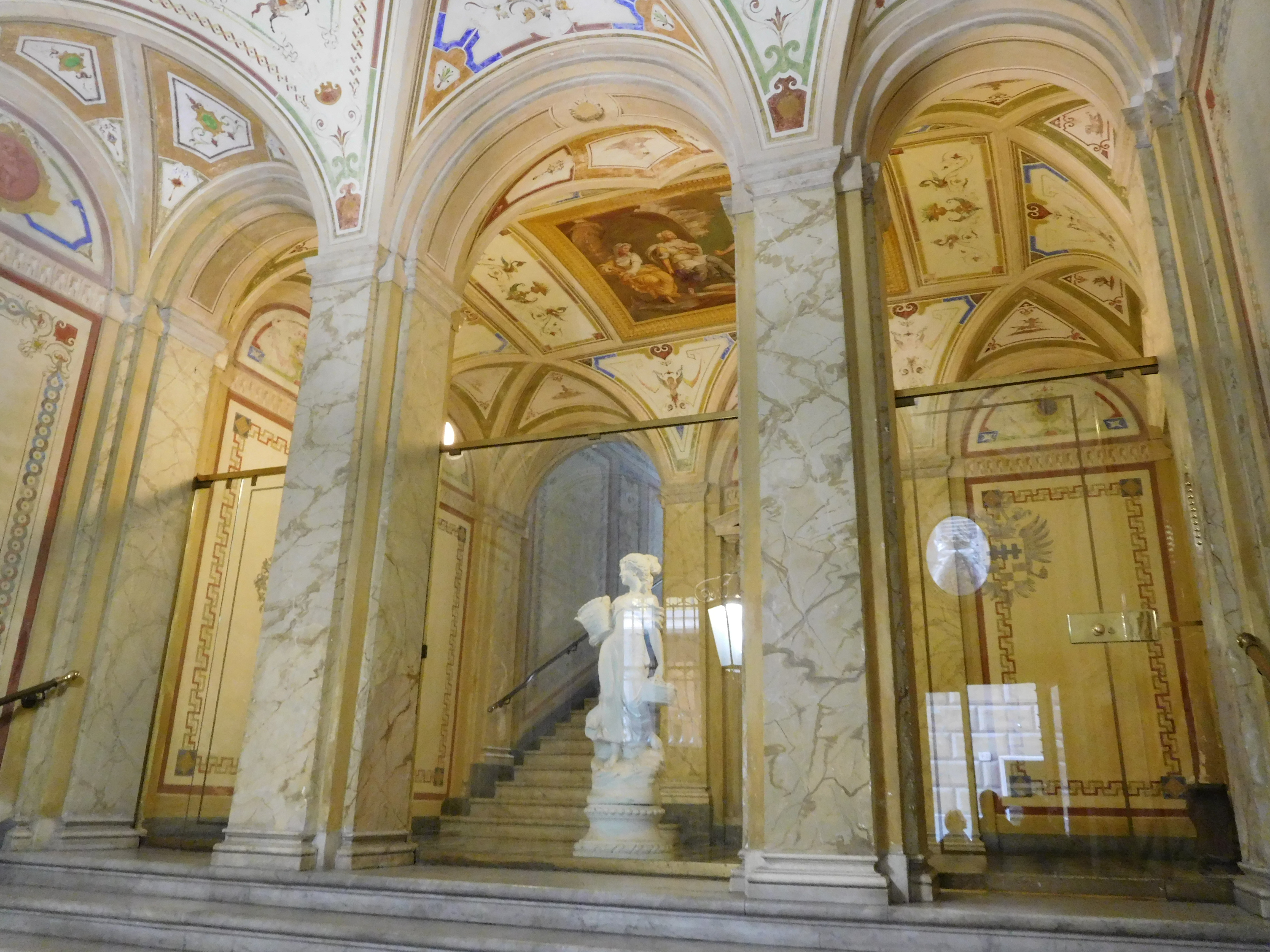
Palazzo Tommaso Spinola (1558)
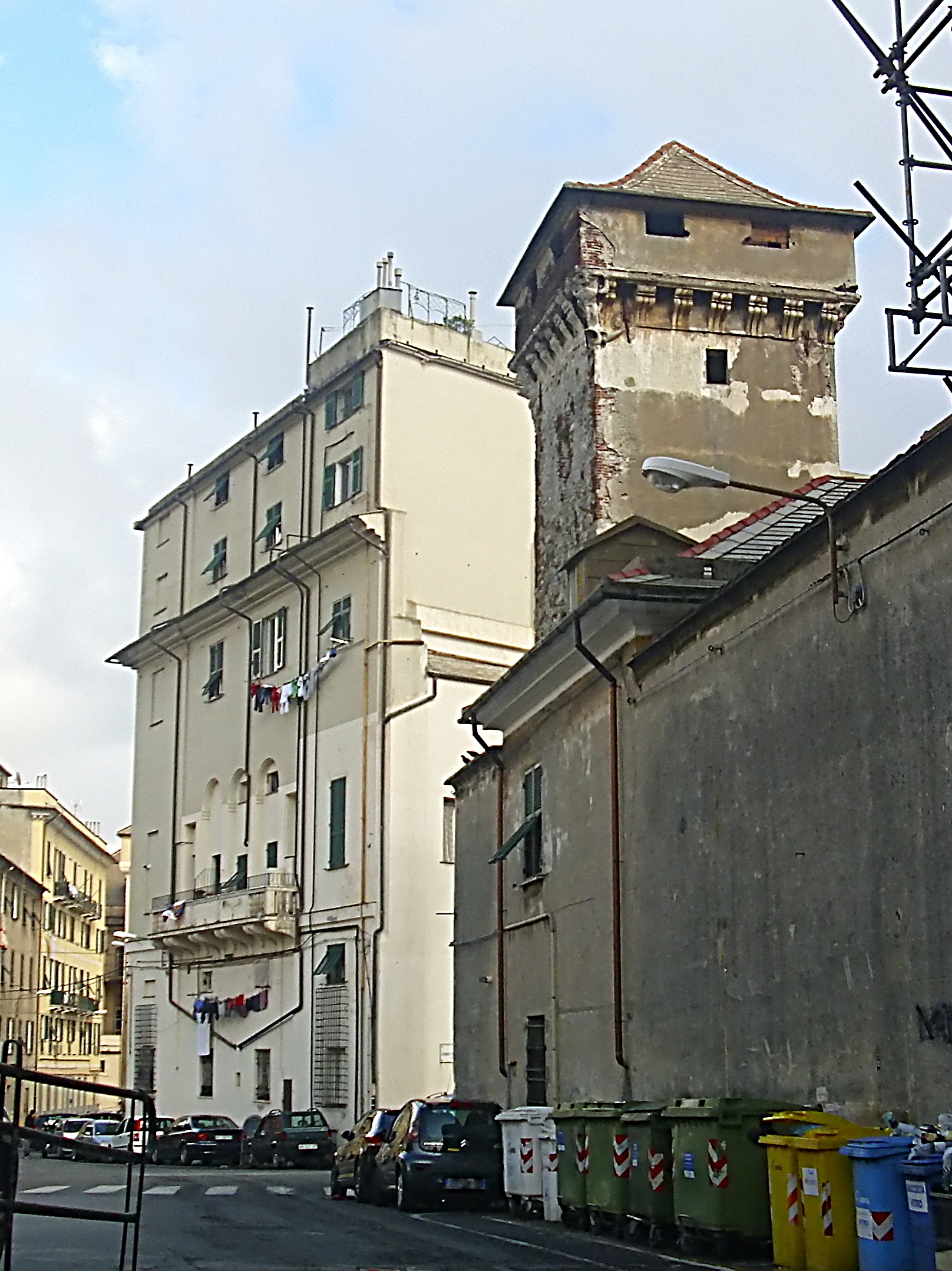
Palazzo Paolo Spinola, Cornigliano (1559)
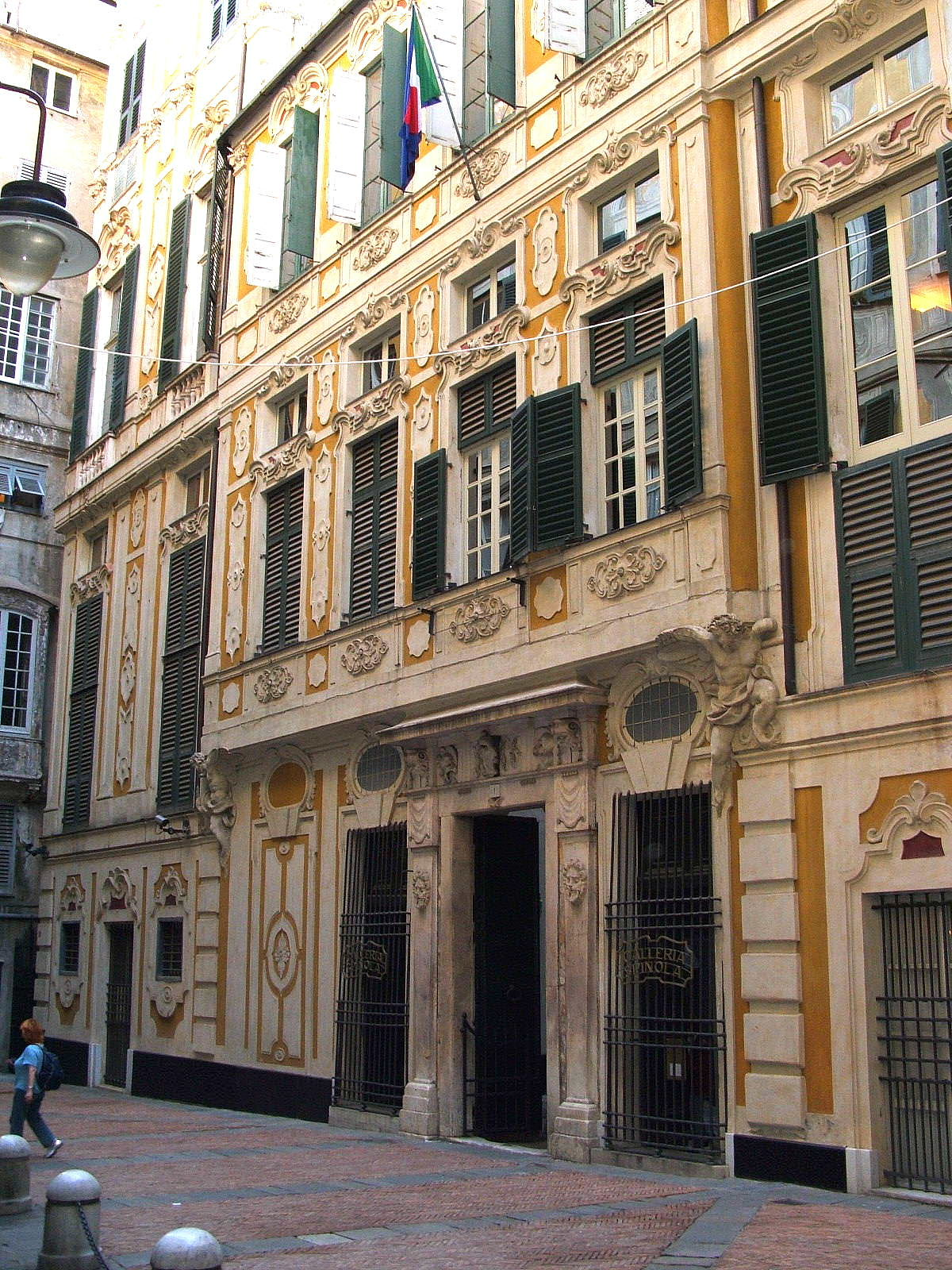
Palazzo Spinola di Pellicceria (1593 für Francesco Grimaldi gebaut, ab 1650 im Besitz der Pallavicini, seit dem 18. Jh. der Spinola, 1958 als Nationalmuseum gestiftet)
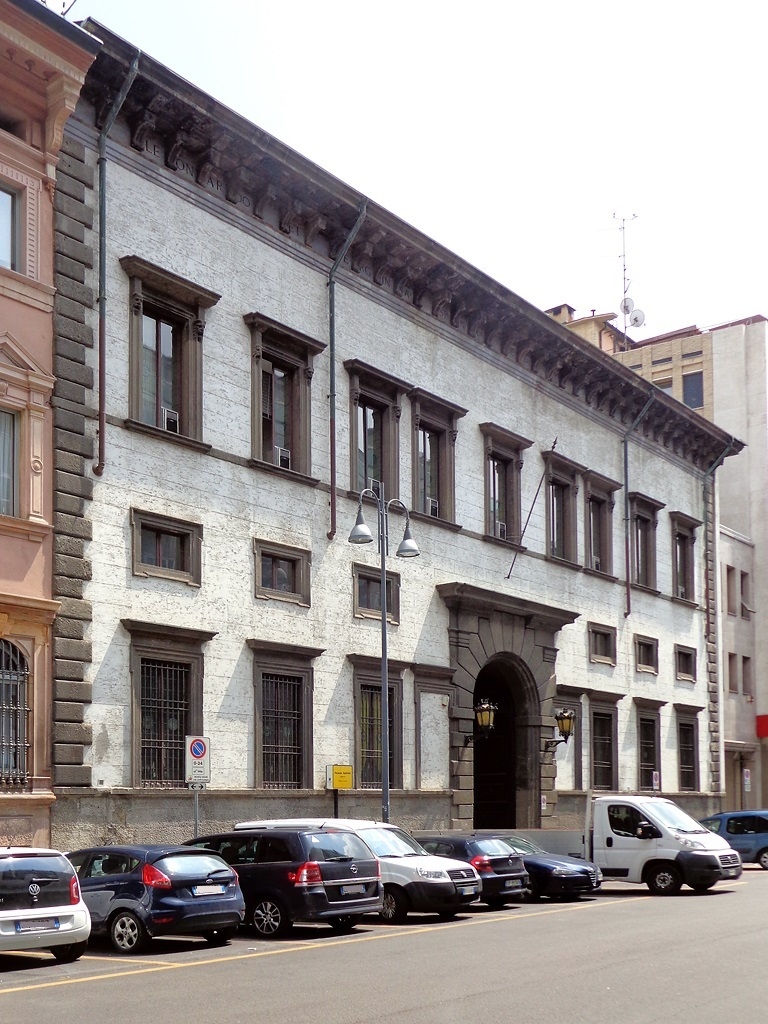
Palazzo Leonardo Spinola, Mailand (1580)
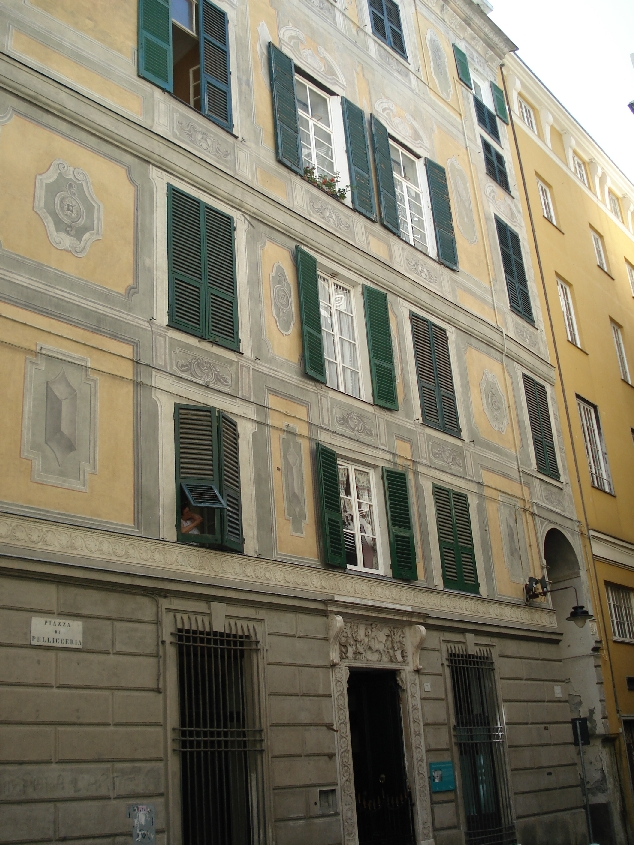
Palazzo Pietro Spinola di San Luca (1588)
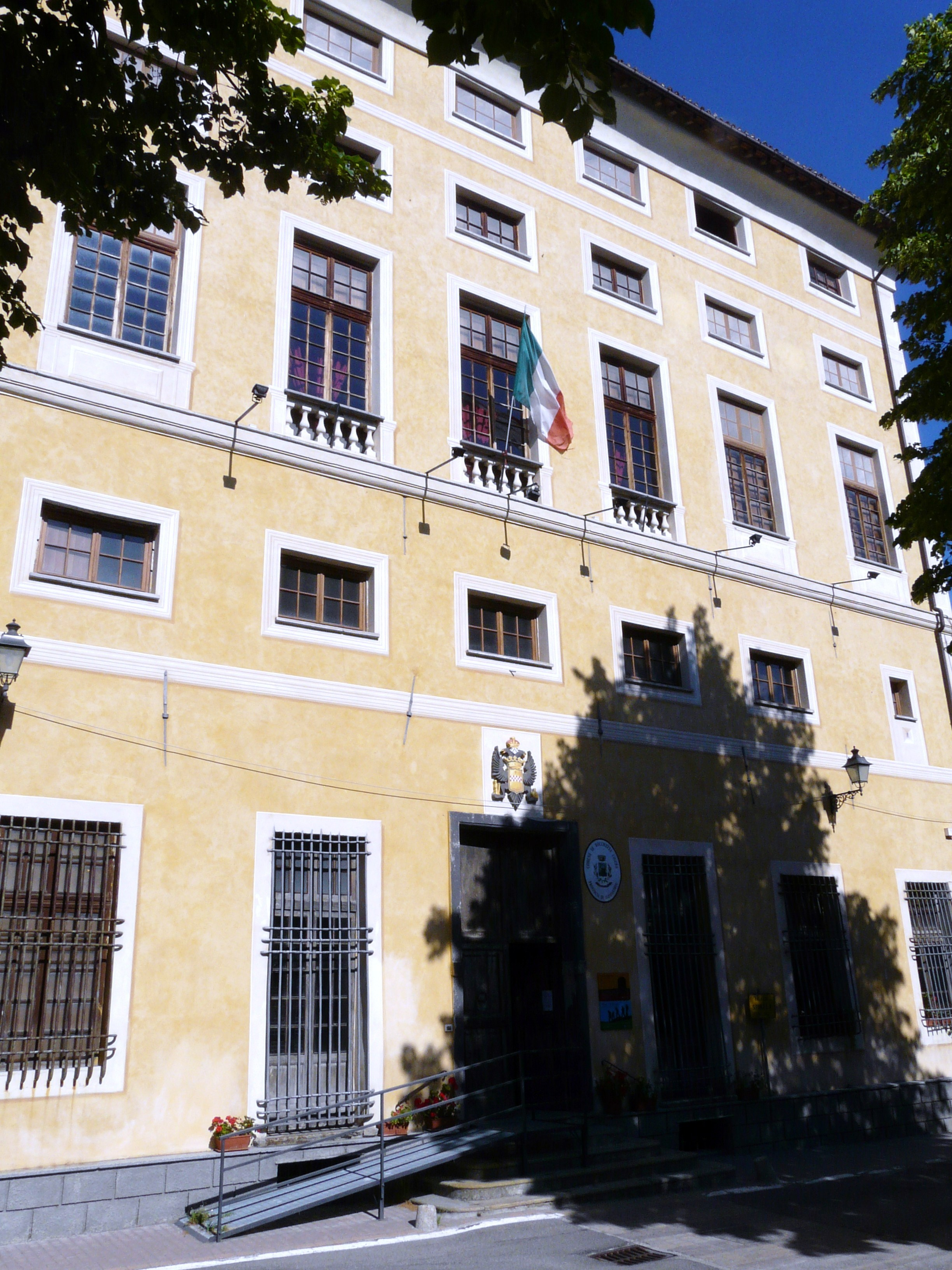
Palazzo Spinola, Rocchetta Ligure (1666)
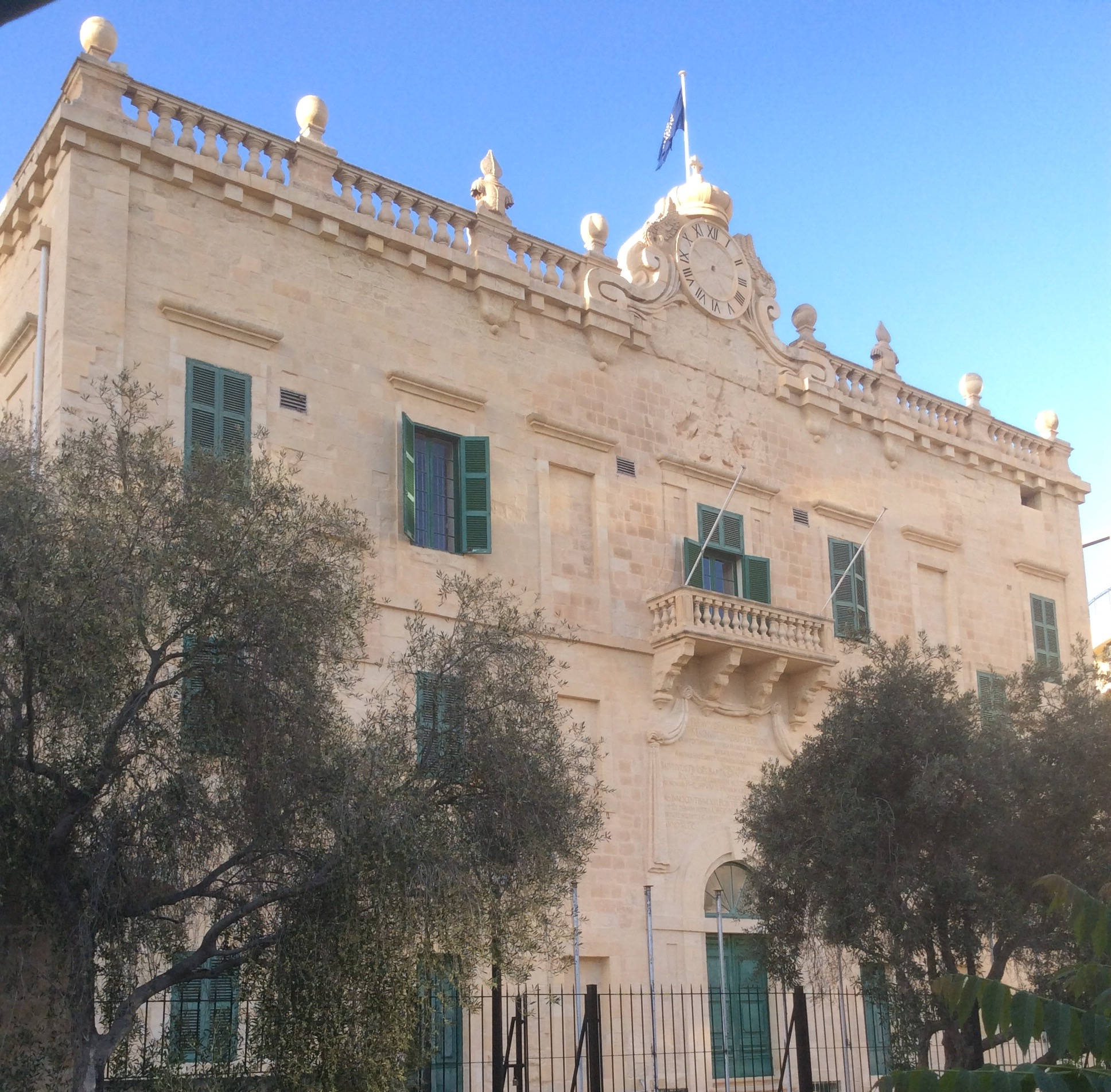
Palazzo Fra Paolo Rafel Spinola, San Ġiljan, Malta (17. Jh.)
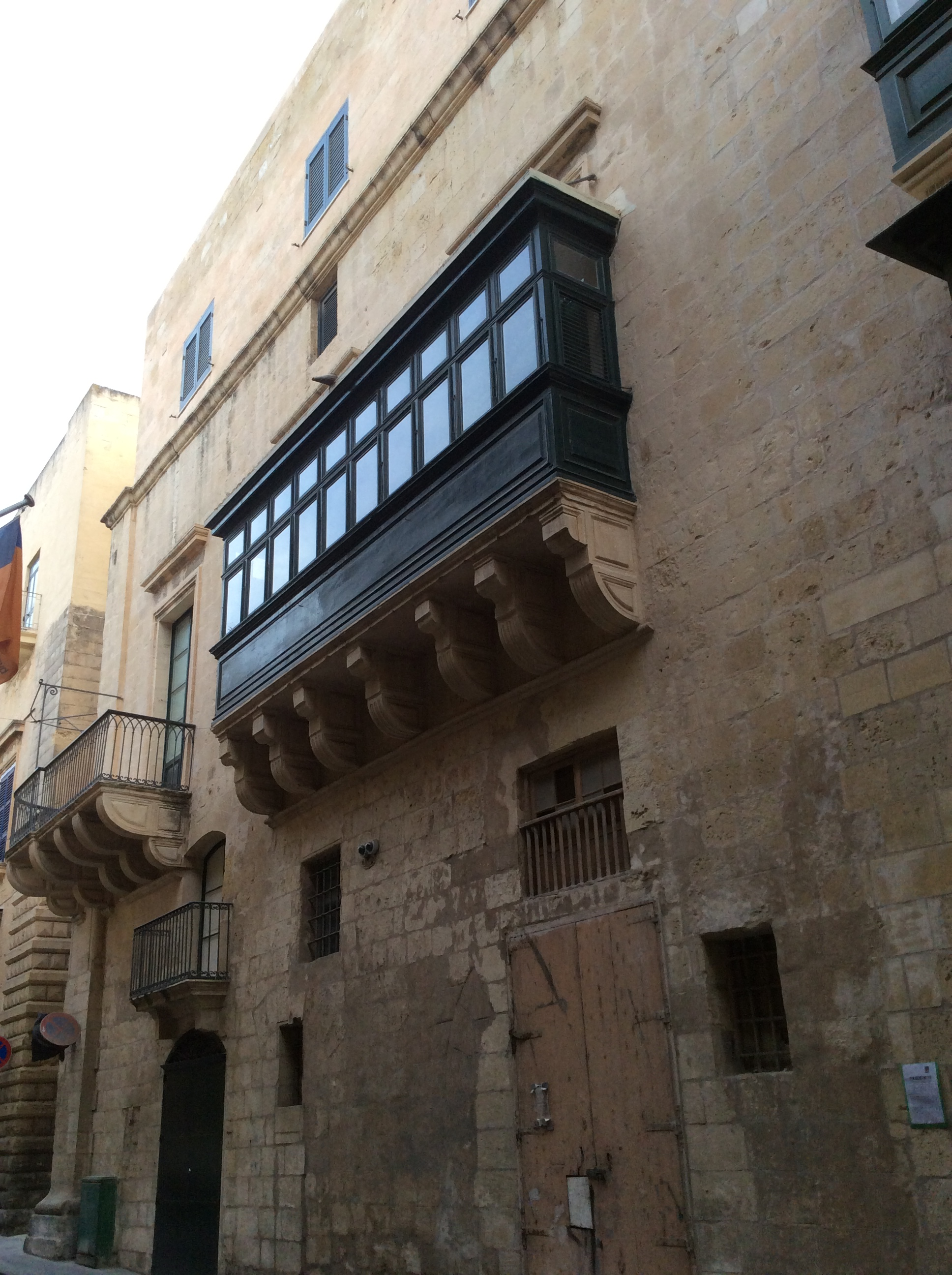
Palazzo Spinola, Valletta, Malta (1660 erworben von Fra Paolo Raffaele Spinola)

### Landsitze

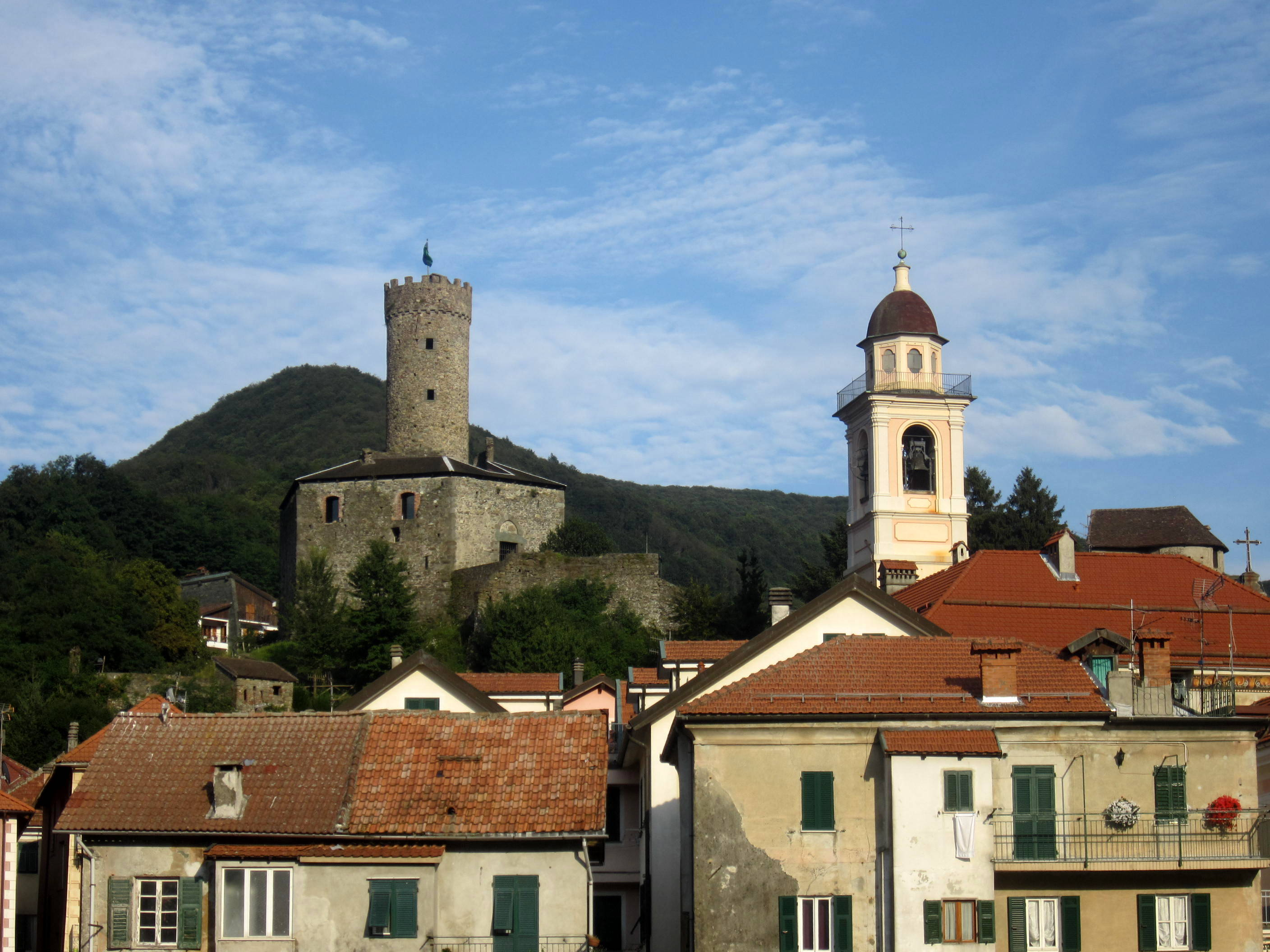
Castello Spinola in Campo Ligure (12./13. Jh.)
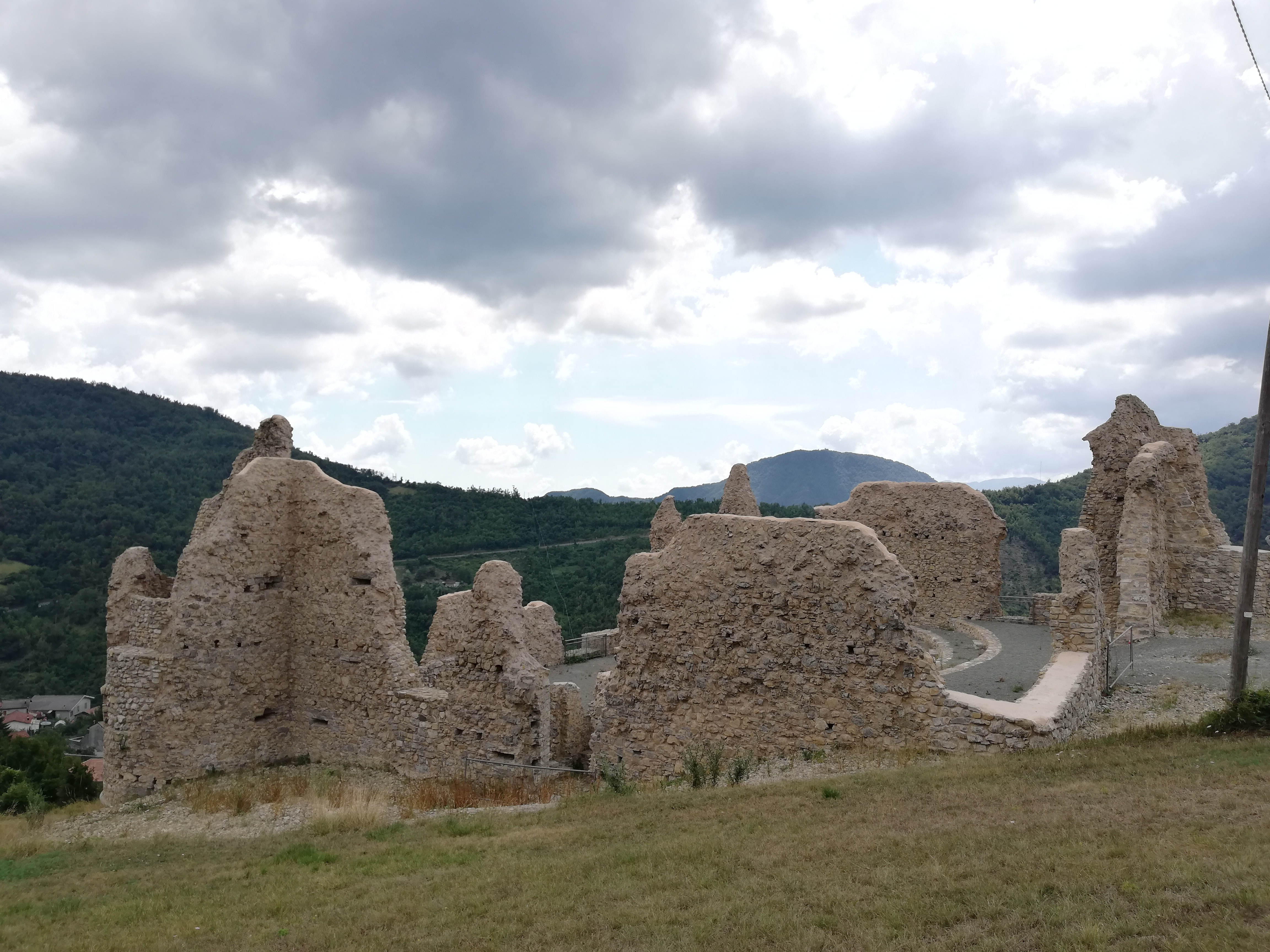
Ruine des Castello di Montessoro, Isola del Cantone (ab 1330 im Besitz der Spinola)
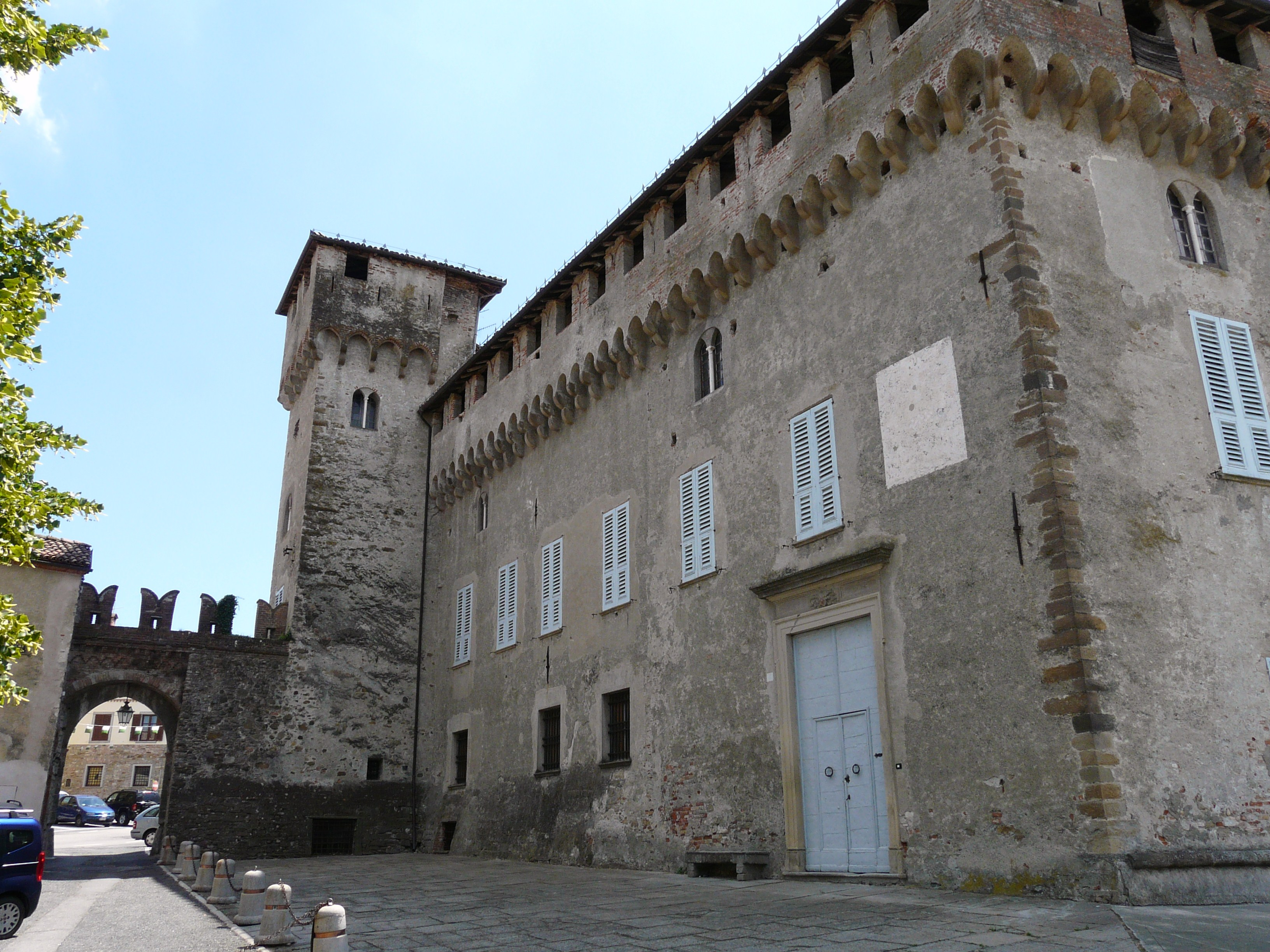
Castello Spinola in Lerma (Piemont), Ende 15. Jh. von Luca Spinola erbaut
Castello Spinola-Mignacco, Isola del Cantone (1553)
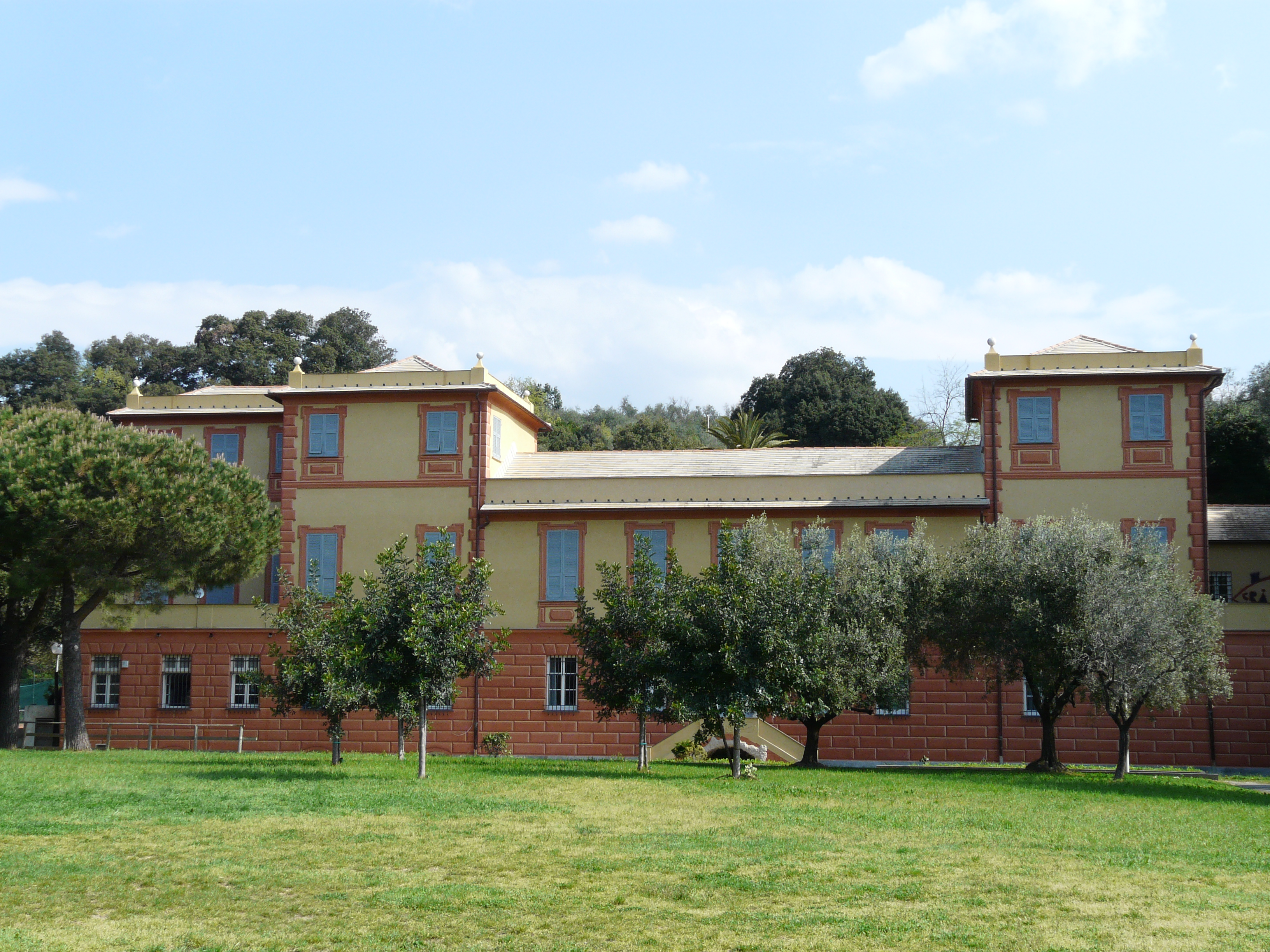
Villa Spinola Grimaldi, Lavagna (1604)

### Wappen
Blasonierung: In durch einen in drei Reihen von Silber und Rot geschachten Balken von Gold geteiltem Schild oben eine gesenkte rote Dornspitze. Helmzier: Ein hervorbrechender gekrönter Adler. Decken: rot-gold.
Lateinischer Wahlspruch der Familie: Potius mori quam foedari (Lieber tot als entehrt).

Wappen mit der Herzogskrone (von San Pietro in Galatina)
Wappen mit der Markgrafenkrone (von Los Balbases)
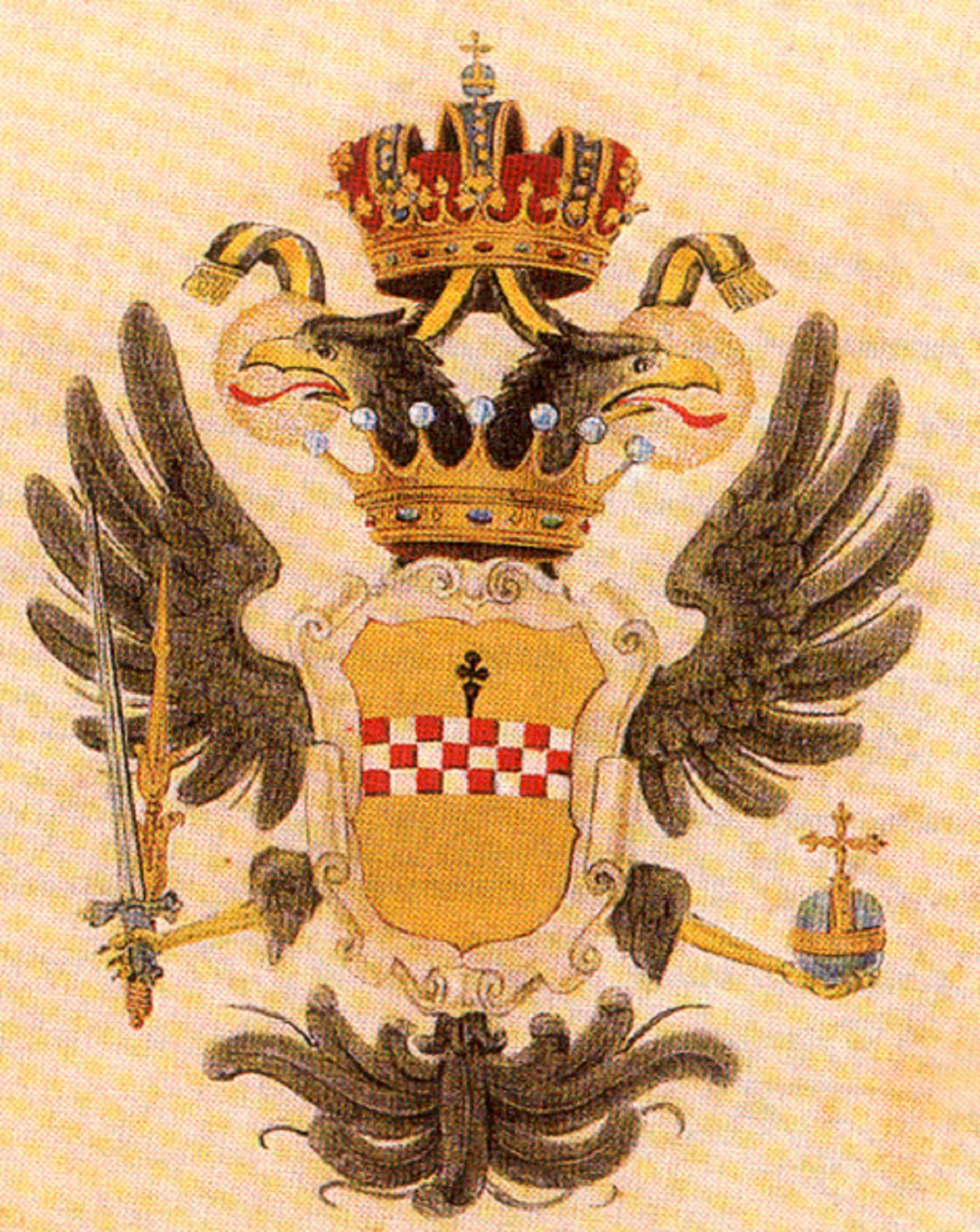
Markgräfliches Wappen im Reichsadler
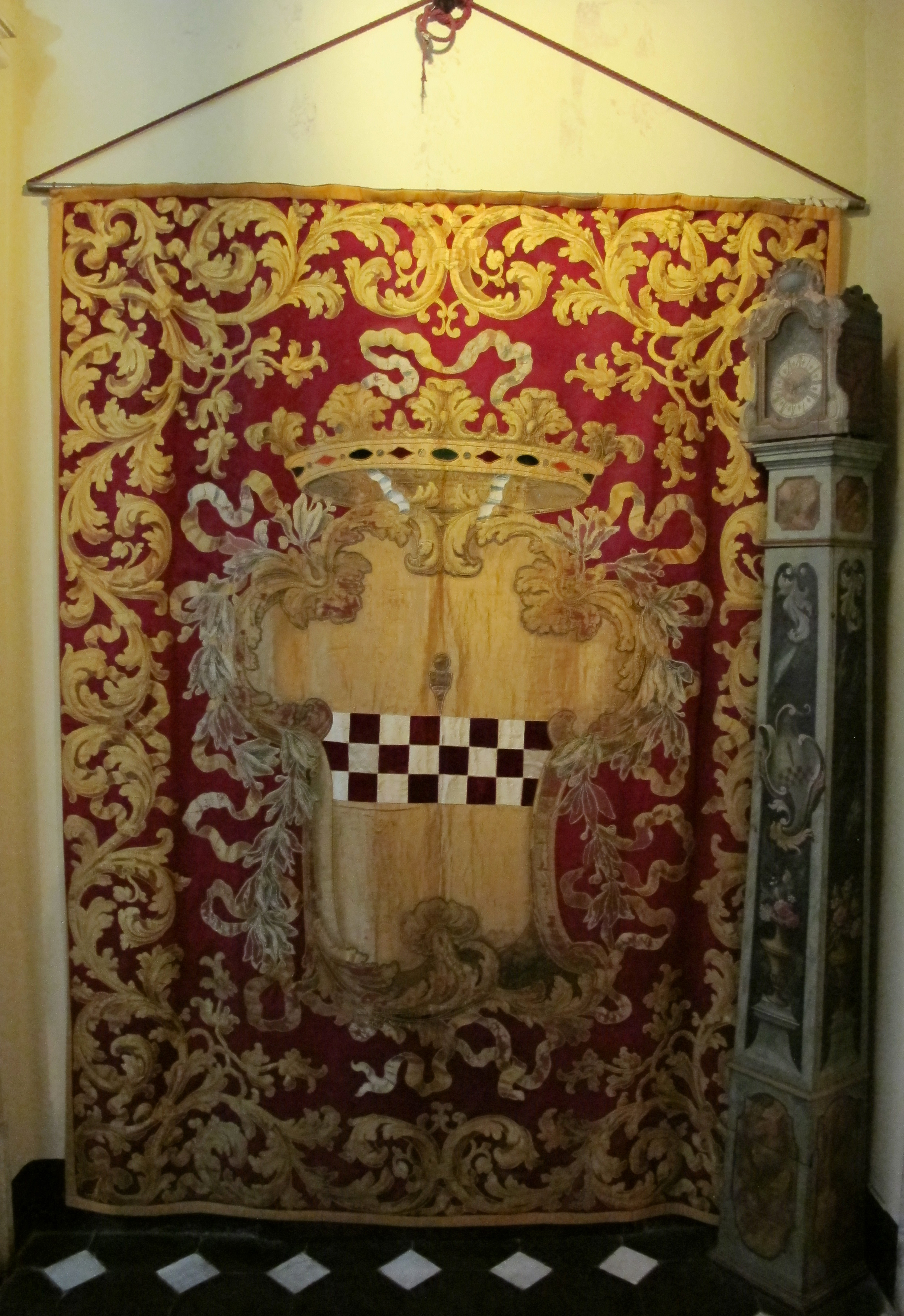
Wappenfahne im Palazzo Spinola di Pellicceria